# Palazzo Viti (Volterra)

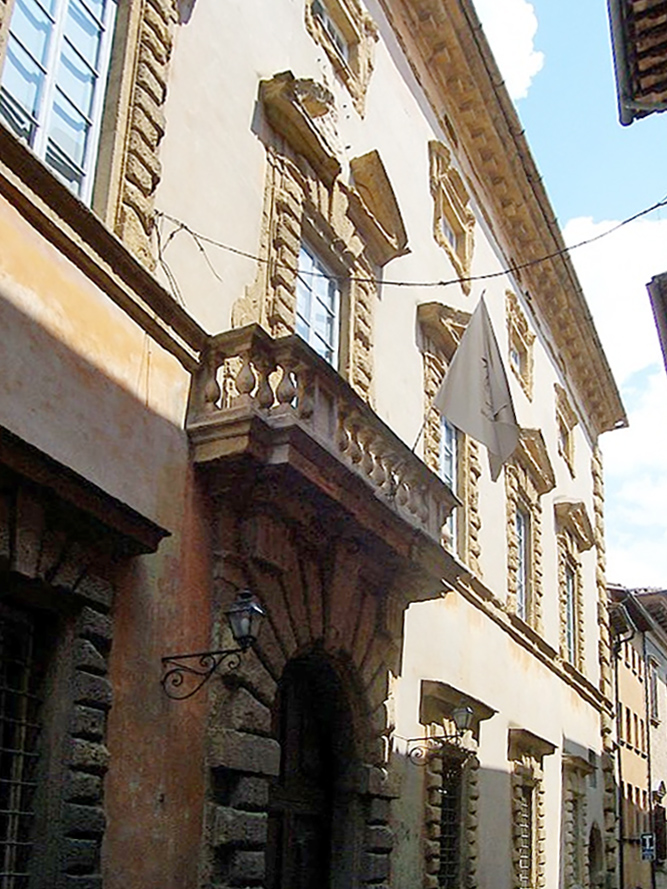
Eingang Palazzo Viti

Der Palazzo Viti oder Palazzo Incontri-Viti ist ein historisches Gebäude im Zentrum von Volterra (Italien/Toskana). Einige Zimmer des Palazzos sind als Museum ausgestaltet und für die Öffentlichkeit zugänglich.

## Lage
Via dei Sarti 41, 56048 Volterra (PI), ITALIEN
Koordinaten: 43° 24′ 9,4″ N, 10° 51′ 38,8″ O

## Geschichte
Ende des 16. Jahrhunderts ließ der aus Volterra stammende Adelige Attilio Incontri den Palast erbauen. Die Fassade des Gebäudes stammt von Bartolomeo Ammannati.
1816 verkaufte der Marchese Incontri den nicht fertiggestellten Hof und Teile des Erdgeschosses an die Accademia dei Riuniti, die dort kurz darauf das Theater Persio Flacco errichtete.
1850 kaufte Giuseppe Viti, ein Alabasterhändler aus Volterra, den Palast und ließ ihn umfangreich restaurieren. Weitere Restaurierungen wurden 1861 anlässlich des Besuches des ersten italienischen Königs Vittorio Emanuele II durchgeführt.
Im Inneren des Palastes blieben die Dekorationen und Einrichtungen aus dem 19. Jahrhundert bis heute erhalten. Dazu gehören eine reiche Alabastersammlung sowie antike und orientalische Kunstgegenstände aus vielen Ländern. Luchino Visconti drehte im Palazzo Viti 1964 einige Szenen seines Films Sandra, der später in Venedig mit dem Goldenen Löwen ausgezeichnet wurde.

## Das Museum

Grundriss des Museums im Palazzo Viti

Der Palazzo Viti wird heute noch von den Nachkommen der Familie Viti bewohnt. Für die Öffentlichkeit zugänglich sind die Eingangshalle mit der Freitreppe sowie 12 weitere Zimmer.
- Eingangshalle: Wie die meisten Räume des Palastes hat auch die Eingangshalle mittels Schablonen bemalte Wände, die Wandteppiche simulieren. Ein vergoldeter Spiegel aus dem 18. Jahrhundert wird auf beiden Seiten von 19 prächtigen indischen Miniaturen aus Elfenbein eingefasst. Gegenüber hängen drei Porträts von Künstlern der Lombardischen Schule[6]. Im Schirmständer sieht man eine kleine Sammlung von Sonnenschirmen und antiken Stöcken.  - Eingangshalle

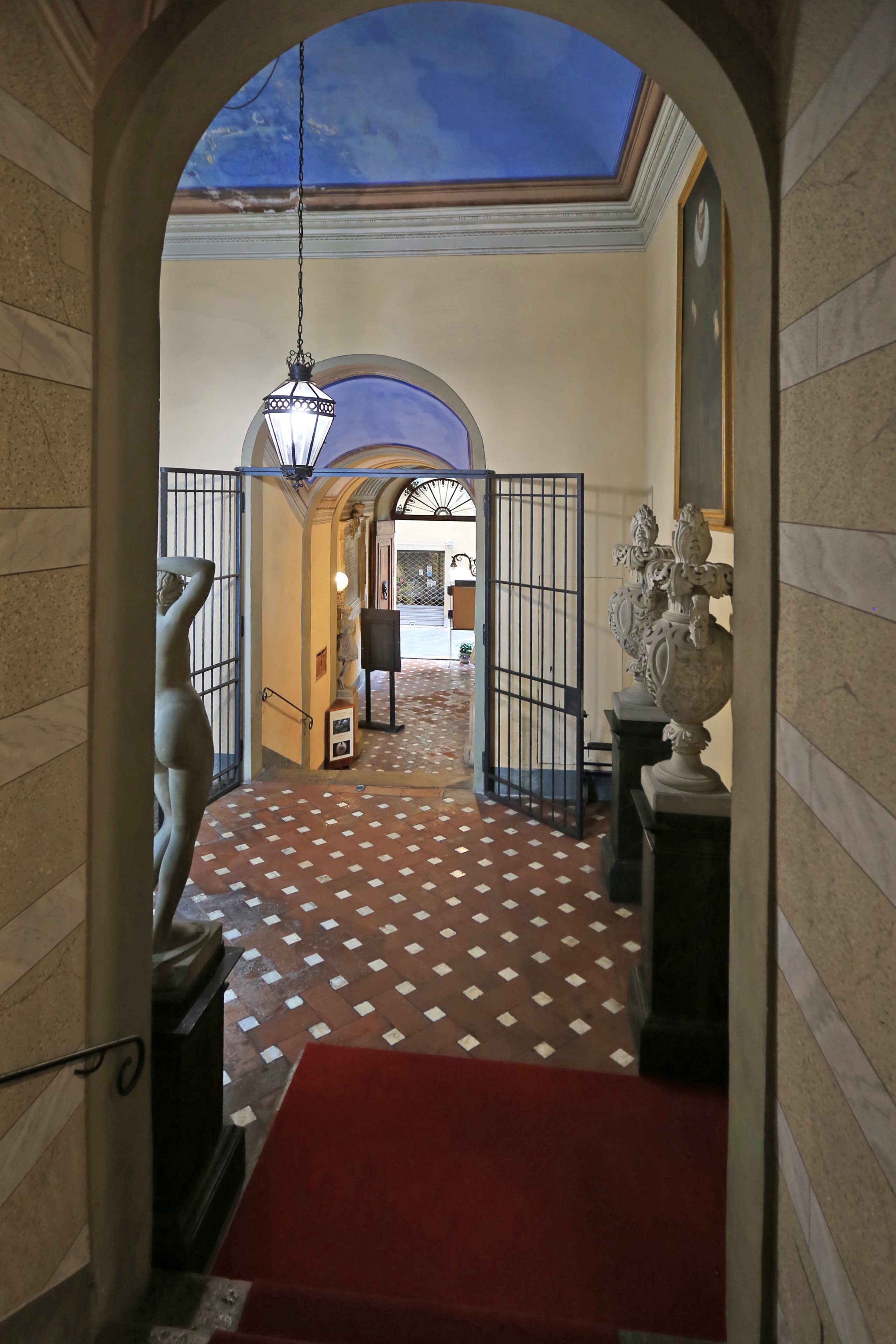
Eingangshalle

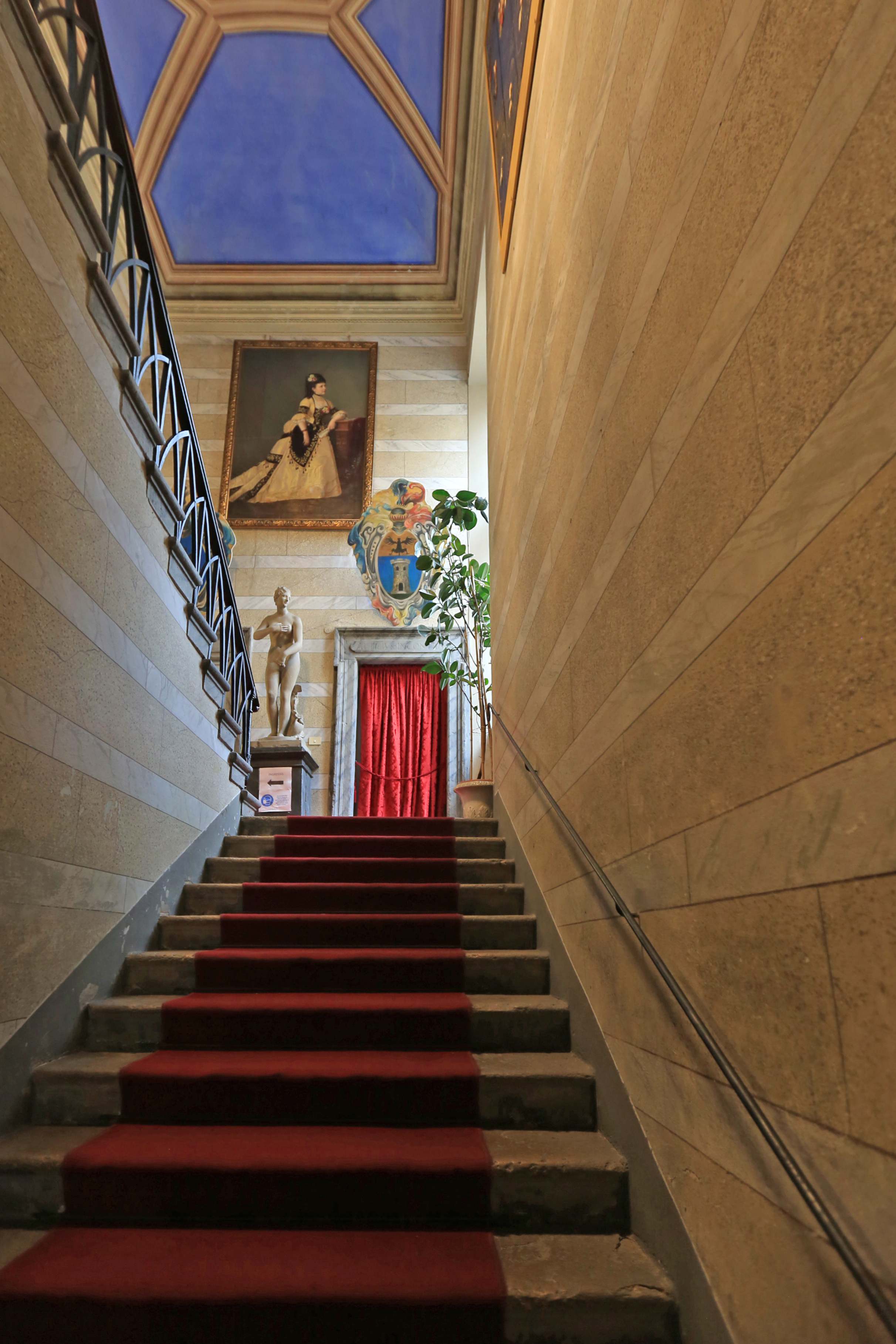
Freitreppe
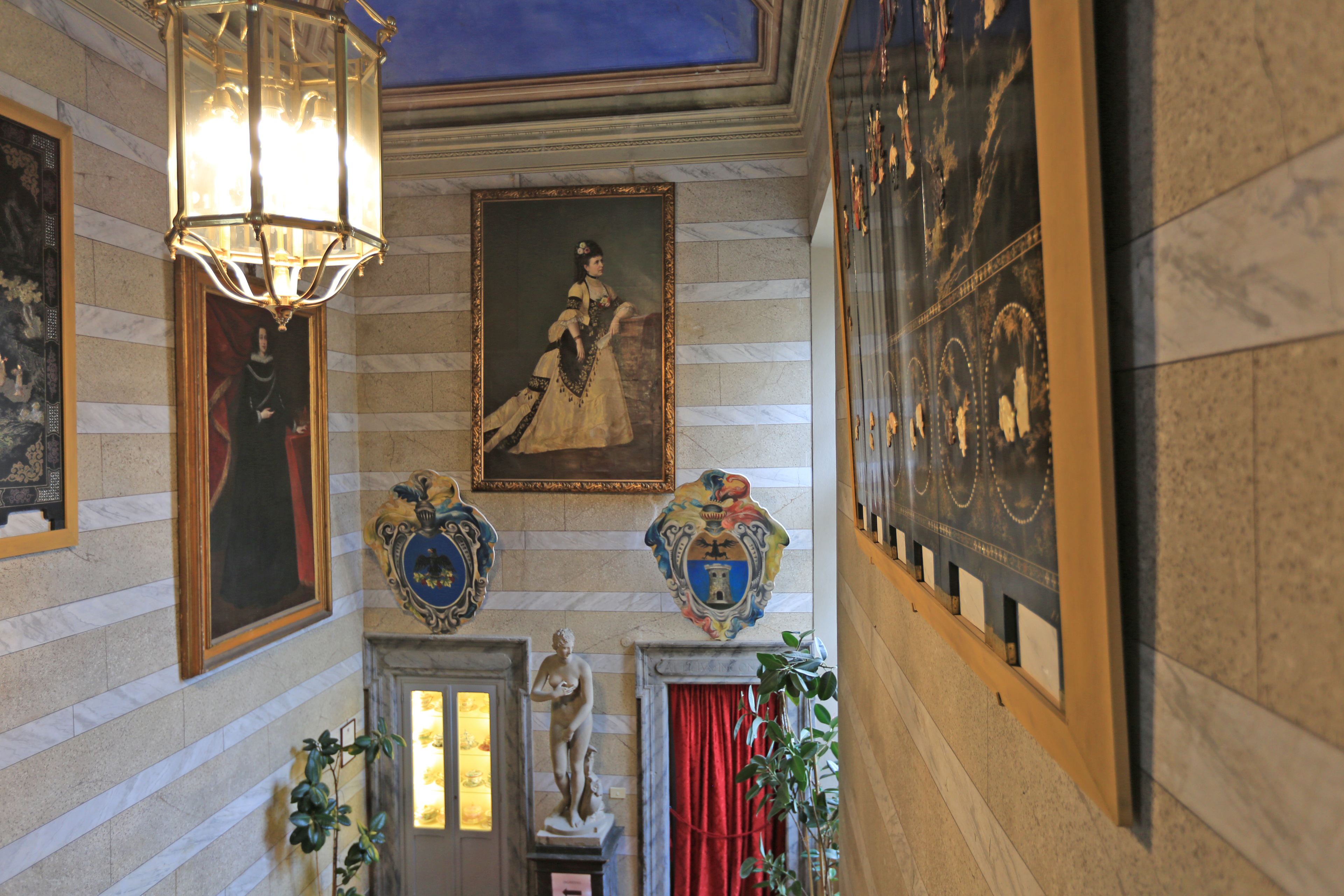
Freitreppe: Die Treppe stammt aus dem 17. Jahrhundert und wurde nach einem Entwurf des Florentiner Architekten Giovanni Battista Caccini erbaut. Die Wanddekoration aus Marmor-Imitat stammt aus dem 19. Jahrhundert. Die Wappen an den Wänden gehören zu Familien, die mit den Vitis verwandt sind. Sämtliche Skulpturen (aus Marmor, Stein, Alabaster und Holz) wurden in den Viti-Werkstätten hergestellt. Diese Werkstätten waren im 18. und 19. Jahrhundert führend in der Alabasterverarbeitung. 1874 wurden sie geschlossen.  - Freitreppe - Wappen der mit den Vitis verwandten Familien
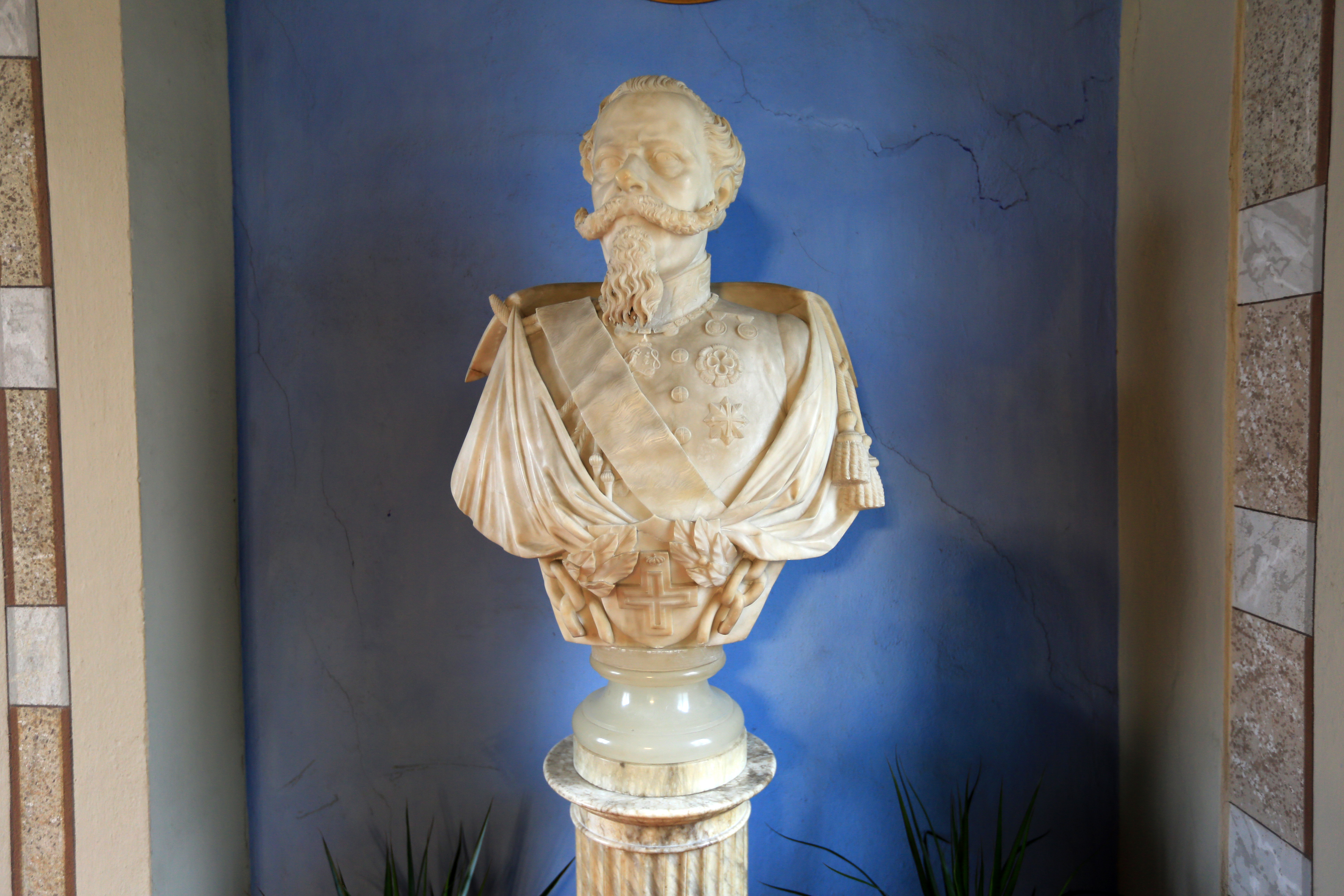
Büste von Vittorio Emanuele II
  - Büste von Vittorio Emanuele II

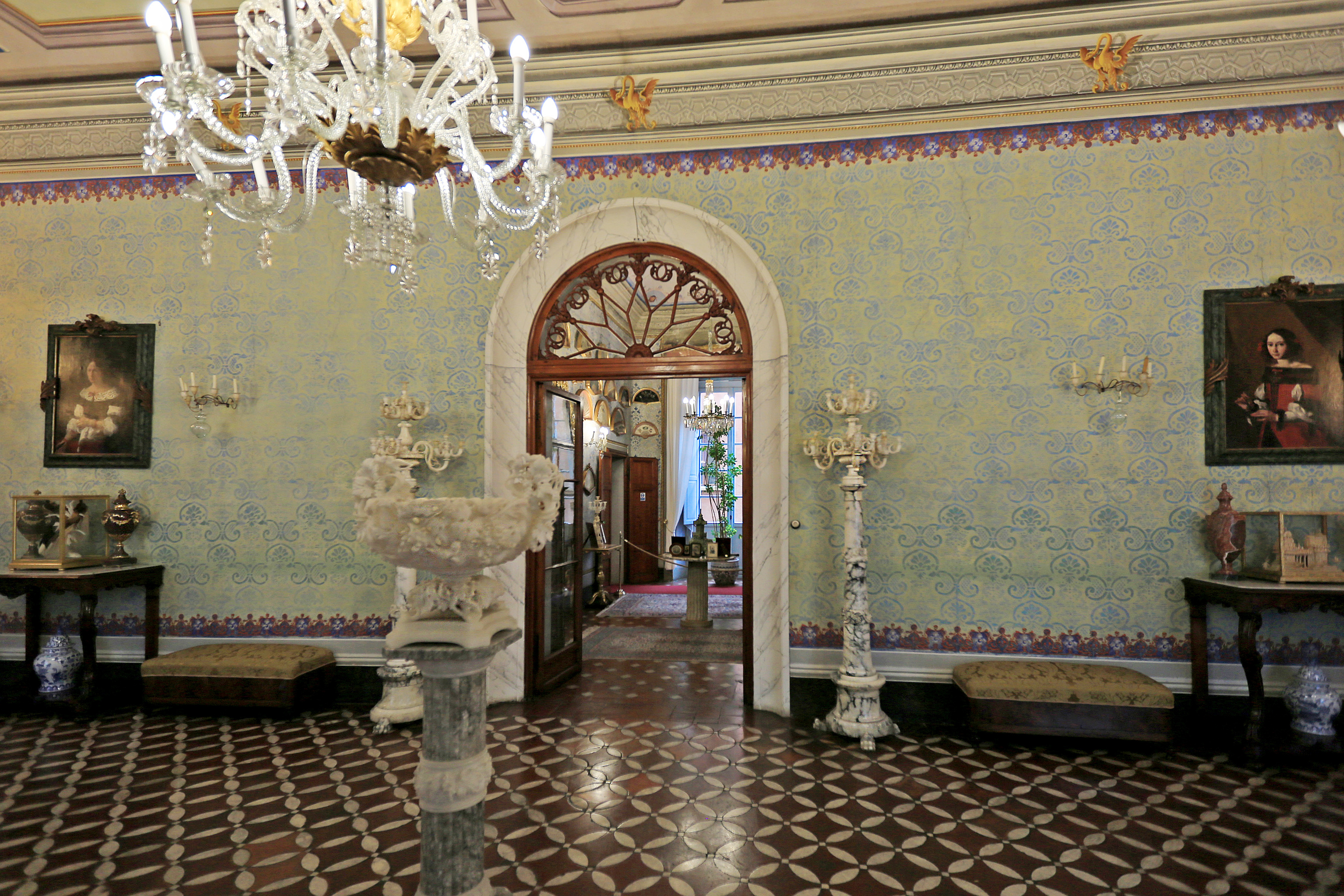
Ballsaal
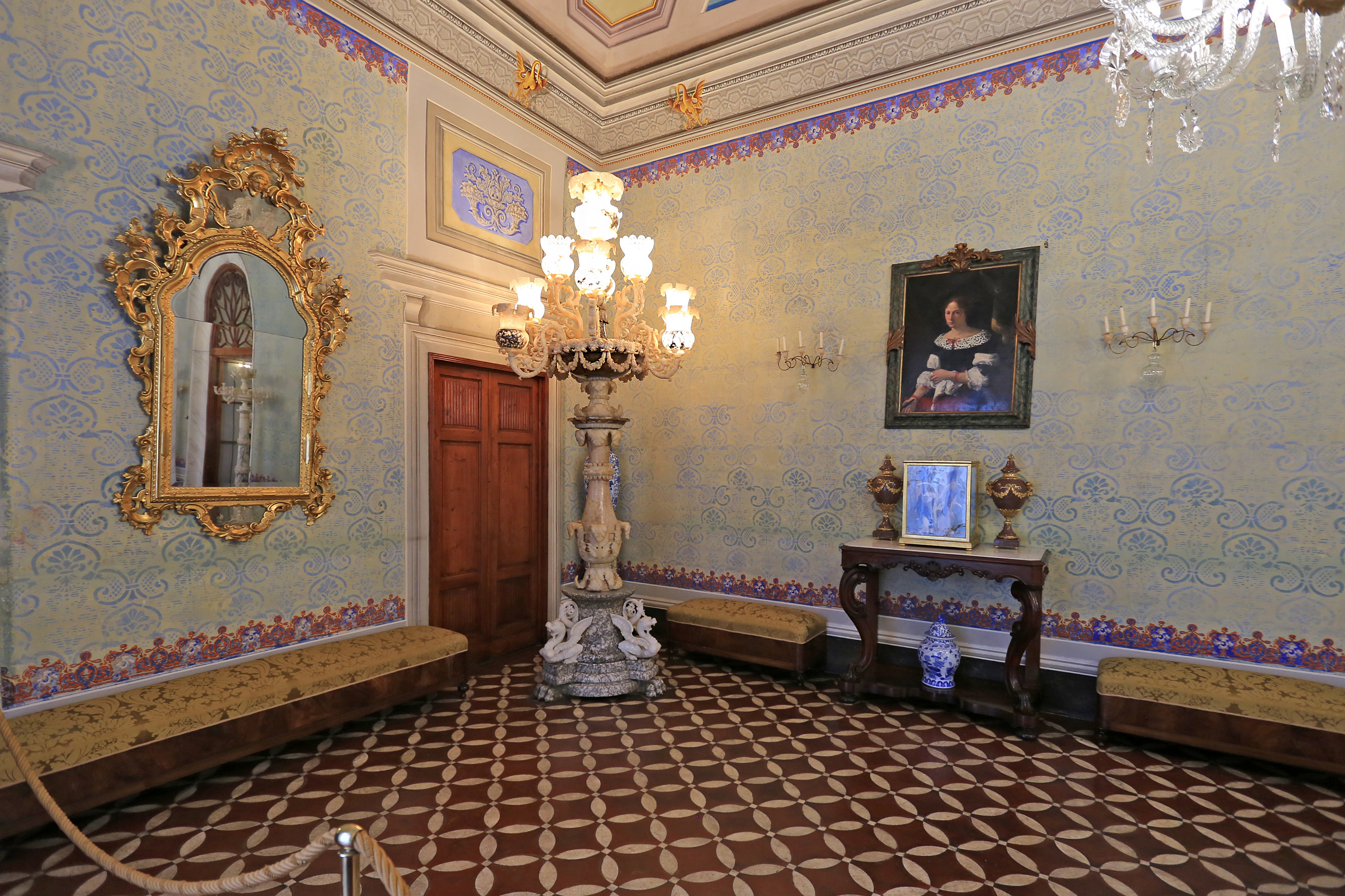
Ballsaal: In den Ecken stehen zwei imposante Alabasterkandelaber, die für den Habsburger Erzherzog Maximilian I., dem Kaiser von Mexiko, hergestellt wurden und die nach dessen Hinrichtung im Jahr 1867 in Querétaro unverkauft blieben. Die anderen Säulenleuchter aus Alabaster stammen aus der ersten Hälfte des 19. Jahrhunderts und wurden alle in den Viti-Werkstätten hergestellt. Entlang der Wände befinden sich zahlreiche Kunstgegenstände, die von den vielen Weltreisen der Familienmitglieder zusammengetragen wurden. Die Porträts der beiden jungen Frauen wurden im 17. Jahrhundert von den Mailänder Künstlern Pierfrancesco Cittadini und Carlo Ceresa gemalt.  - Ballsaal - Kandelaber im Ballsaal
  - Leuchter aus Alabaster
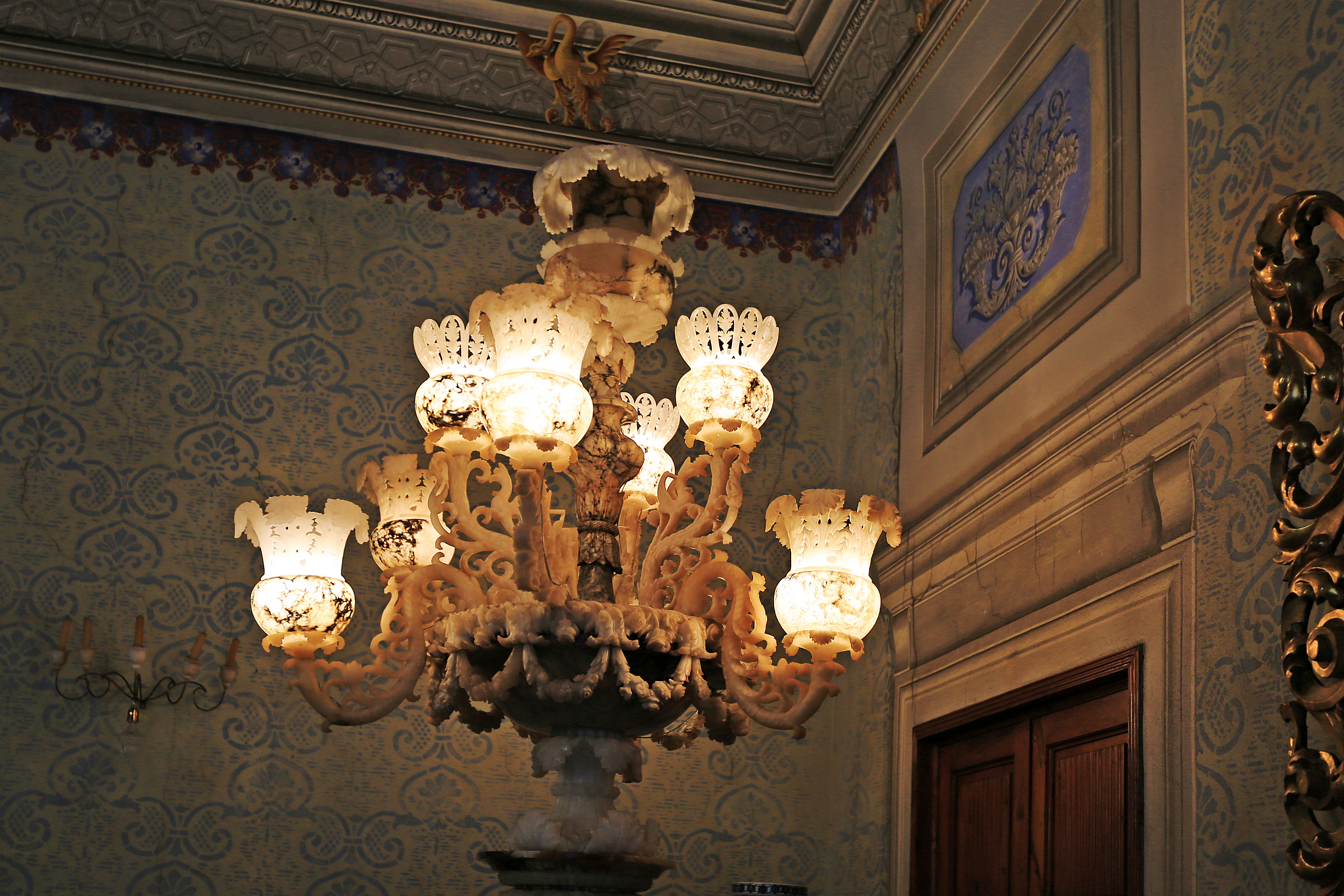
Esszimmer: An den Wänden hängen drei südamerikanische Gemälde. Eines stellt den Sonnentempel in Cuzco in Peru dar; das zweite den Marktplatz von Quito in Ecuador, und das dritte Giuseppe Viti, wie er mit seinen Alabasterkisten die Anden überquert. Unter den Gemälden befindet sich eine bemerkenswerte Sammlung chinesischer Miniaturen aus dem 18. und 19. Jahrhundert, die mit Tusche auf Reispapier gemalt wurden. Erwähnenswert sind die zahlreichen Porzellane unterschiedlicher Herkunft auf den beiden Etageren und das englische Tafelsilber auf den beiden mit Alabaster gefliesten Tischen.  - Esszimmer

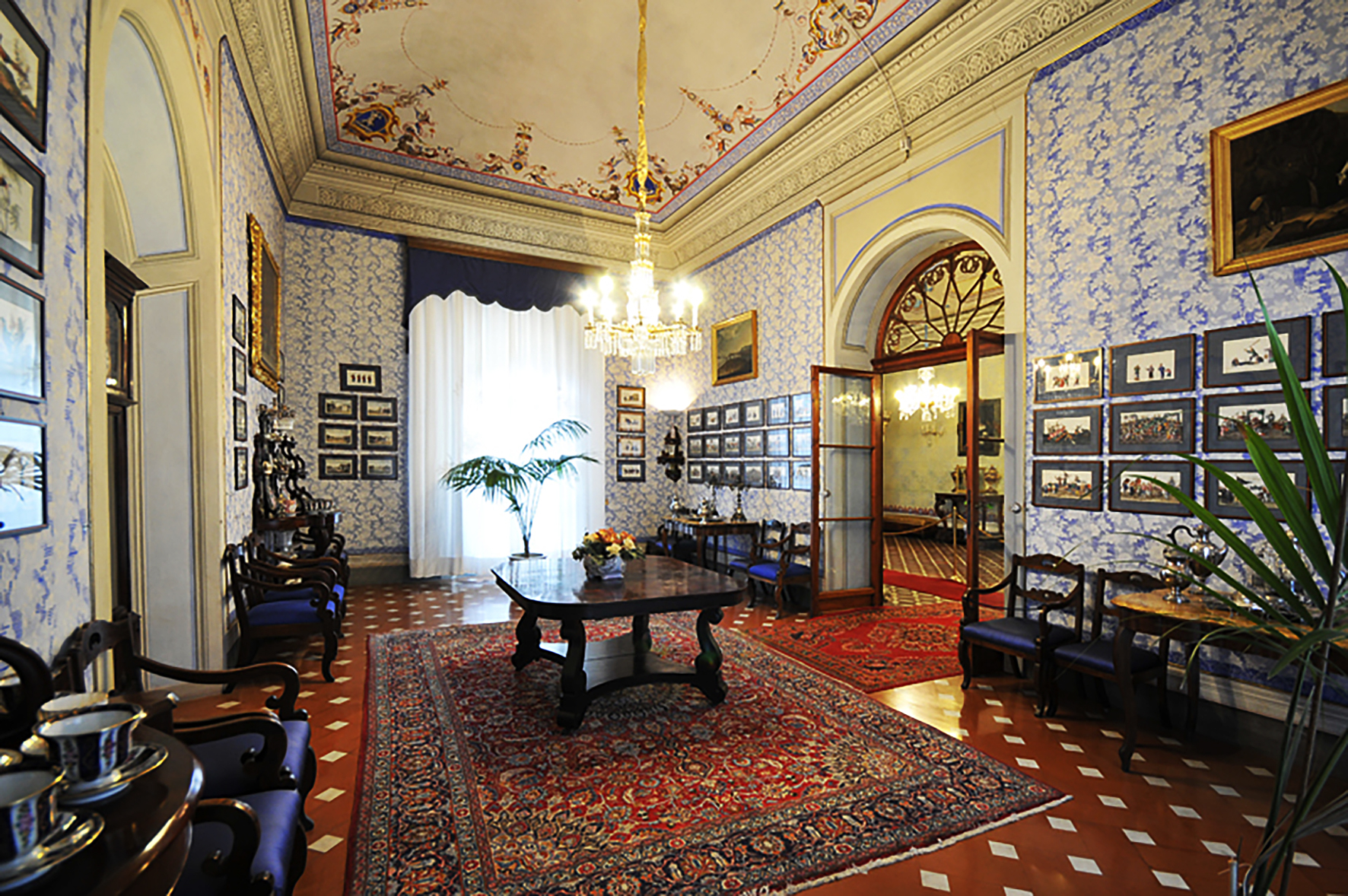
Esszimmer

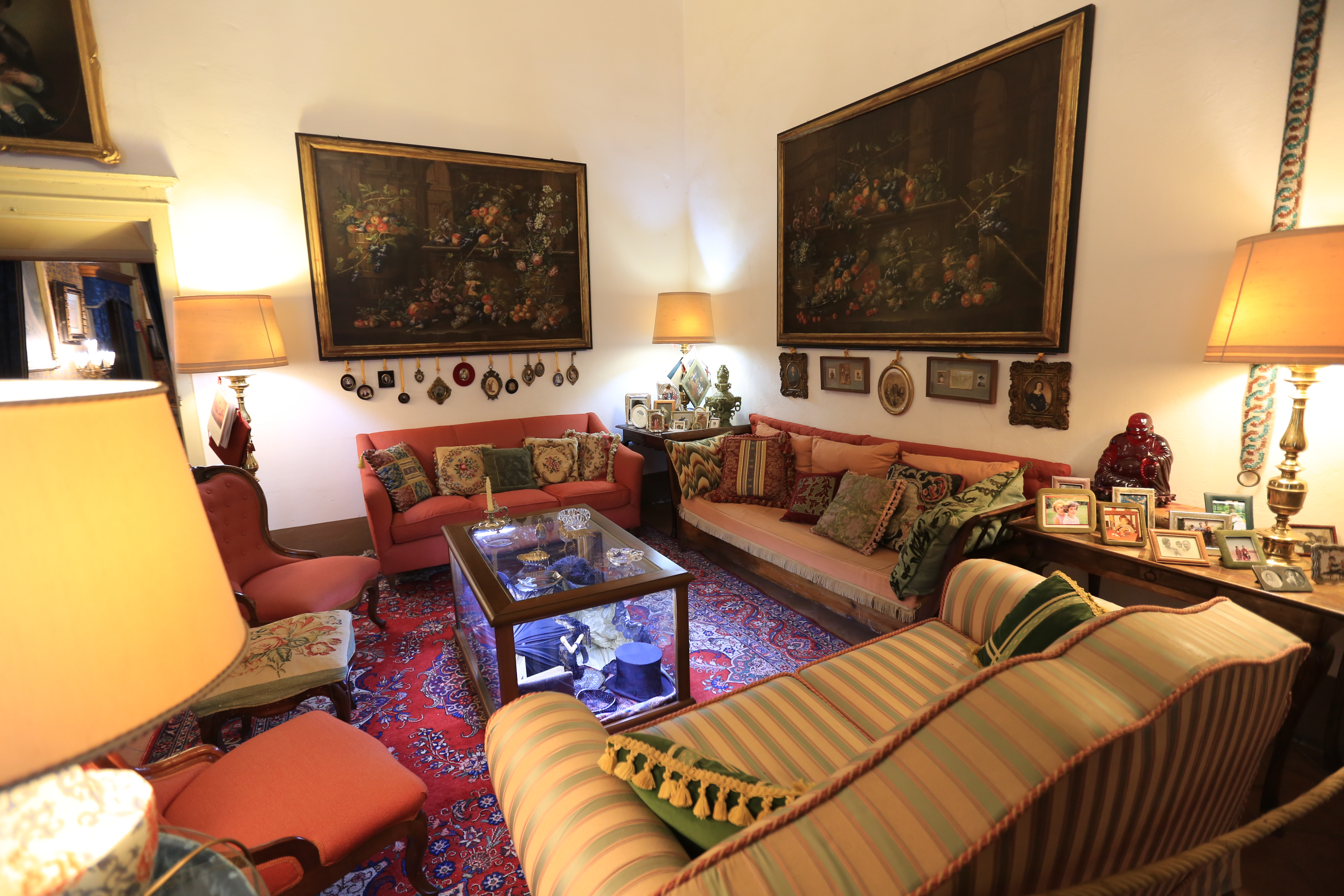
Schlachten-Salon: Seinen Namen verdankt es den dreizehn Gemälden verschiedener Künstler des 17. und 18. Jahrhunderts (Rugendas, Bergognone, Graziani und andere mehr), die Szenen aus verschiedenen Schlachten darstellen. An den Seiten des Kamins stehen zwei toskanische Holzständer aus dem 19. Jahrhundert. Die großen Stillleben stammen von einem piemontesischen Meister des 18. Jahrhunderts. Auf einem Tisch, ebenfalls aus dem 18. Jahrhundert, steht eine äußerst seltene Skulptur eines buddhistischen Mönches aus rotem Bernstein.  Die Ehrenmedaillen wurden Giovanni Barbavara di Gravellona[7] verliehen, dem ersten Generalpostmeister des italienischen Königreichs und Mitbegründer des Weltpostvereins. Ein kleiner Glastisch beinhaltet eine Sammlung von Elfenbeinarbeiten, Alabastermedaillons und orientalischen Halbedelsteinen.  - Schlachten-Salon
- Ausstellungshalle: Diese Halle steht auf Anfrage für Kunstausstellungen, Konzerte oder auch für Konferenzen zur Verfügung.

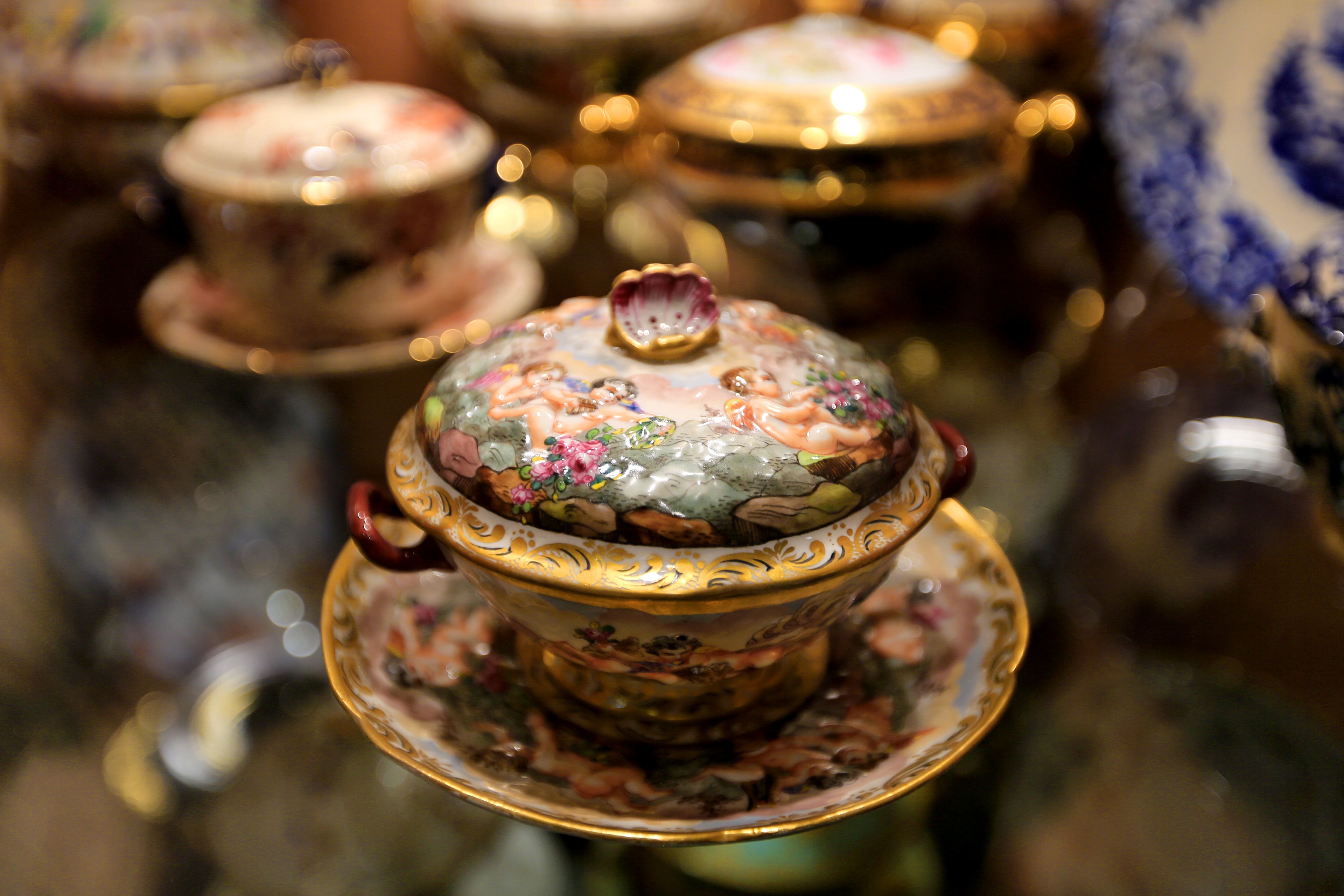
Porzellanzimmer: An den Wänden findet man eine Auswahl aus dem im Palazzo verwendeten Tafelservice, bestehend aus französischem und englischen Porzellan. Der Wandschaukasten beinhaltet eine wertvolle Sammlung von Suppenterrinen speziell für Wöchner[8].  - Suppenterrine mit Deckel, teilweise vergoldet
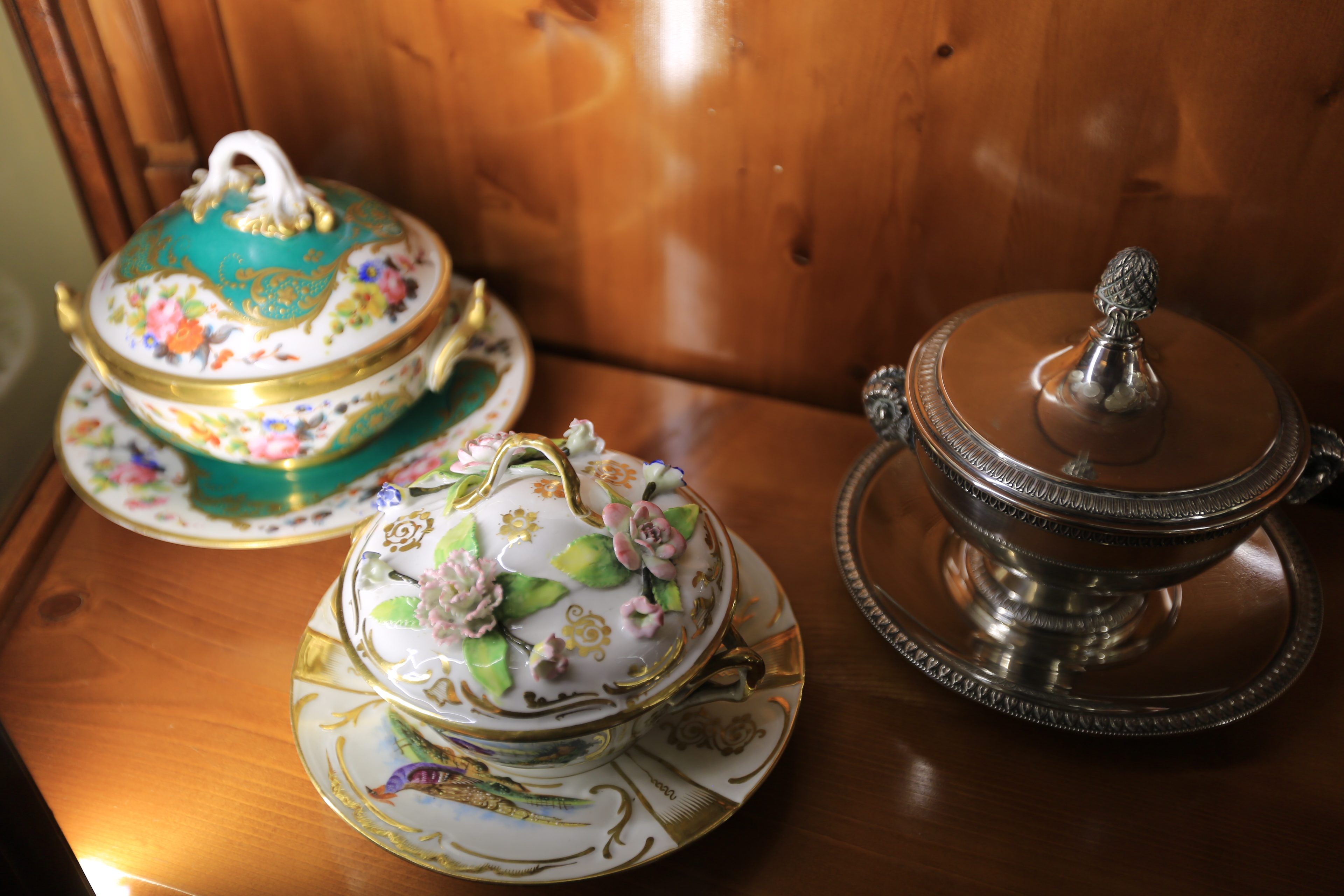
Suppenterrine, Deckel mit Rosen verziert
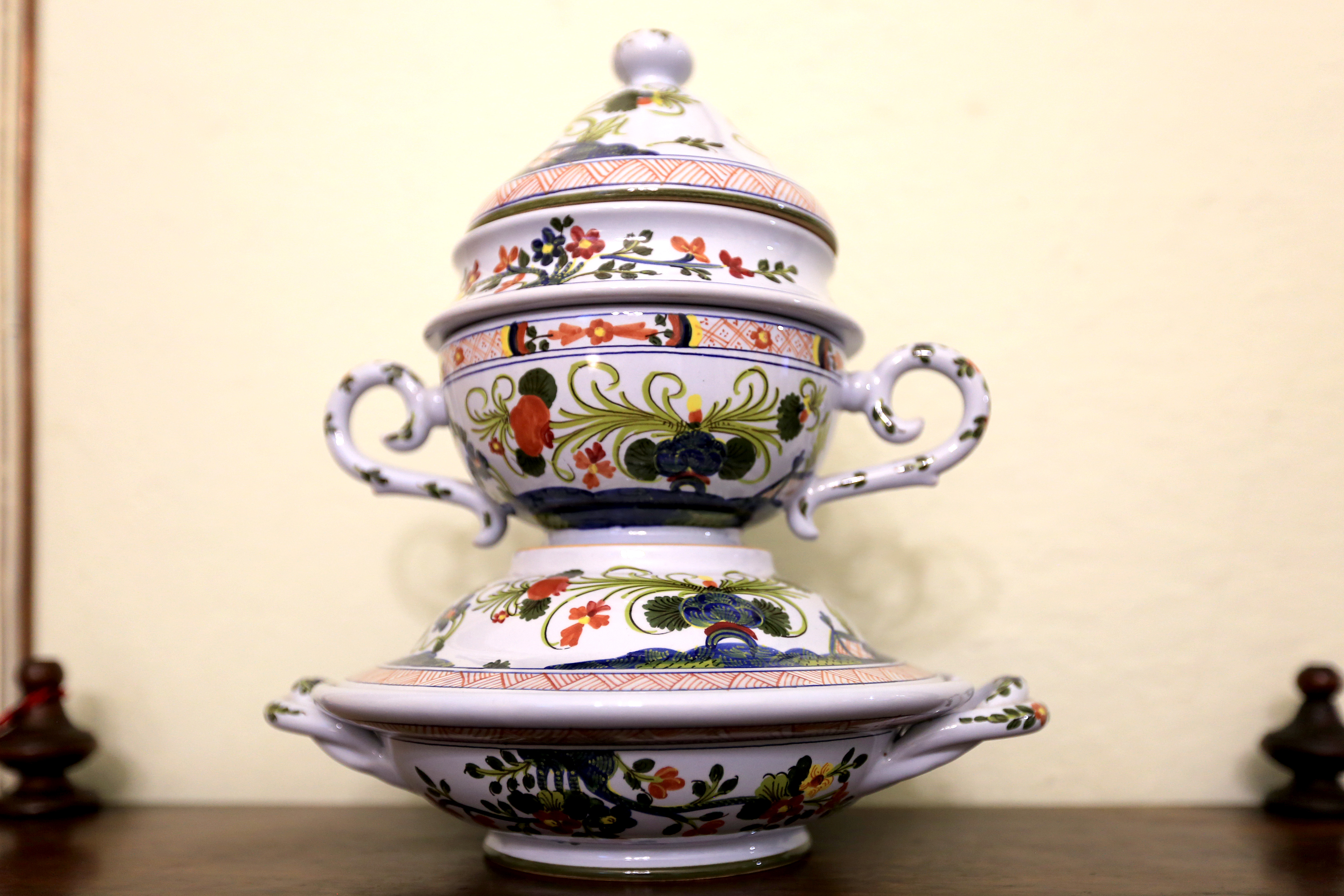
Wertvolle Porzellanterrine
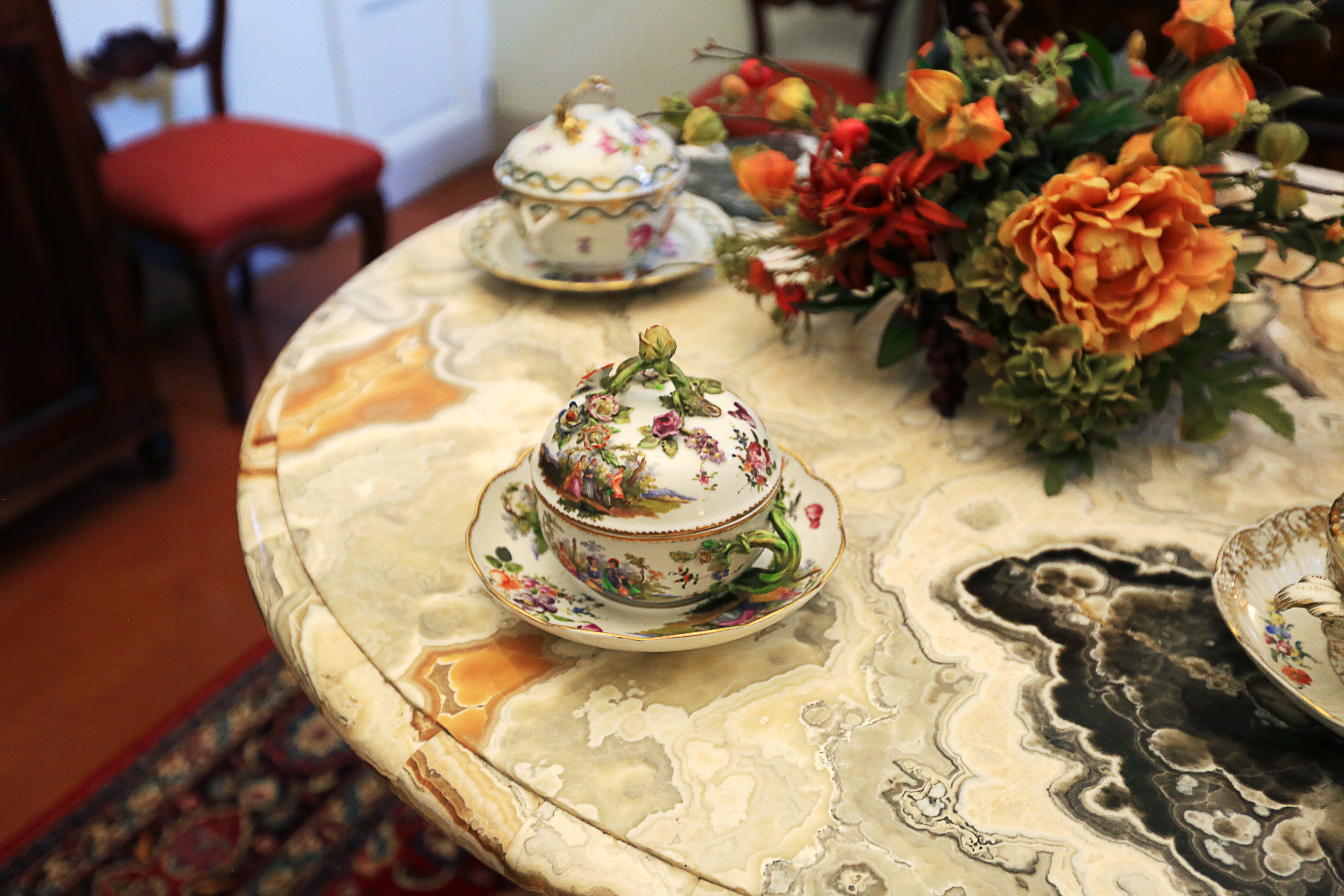
Suppenterrinen auf Steintisch
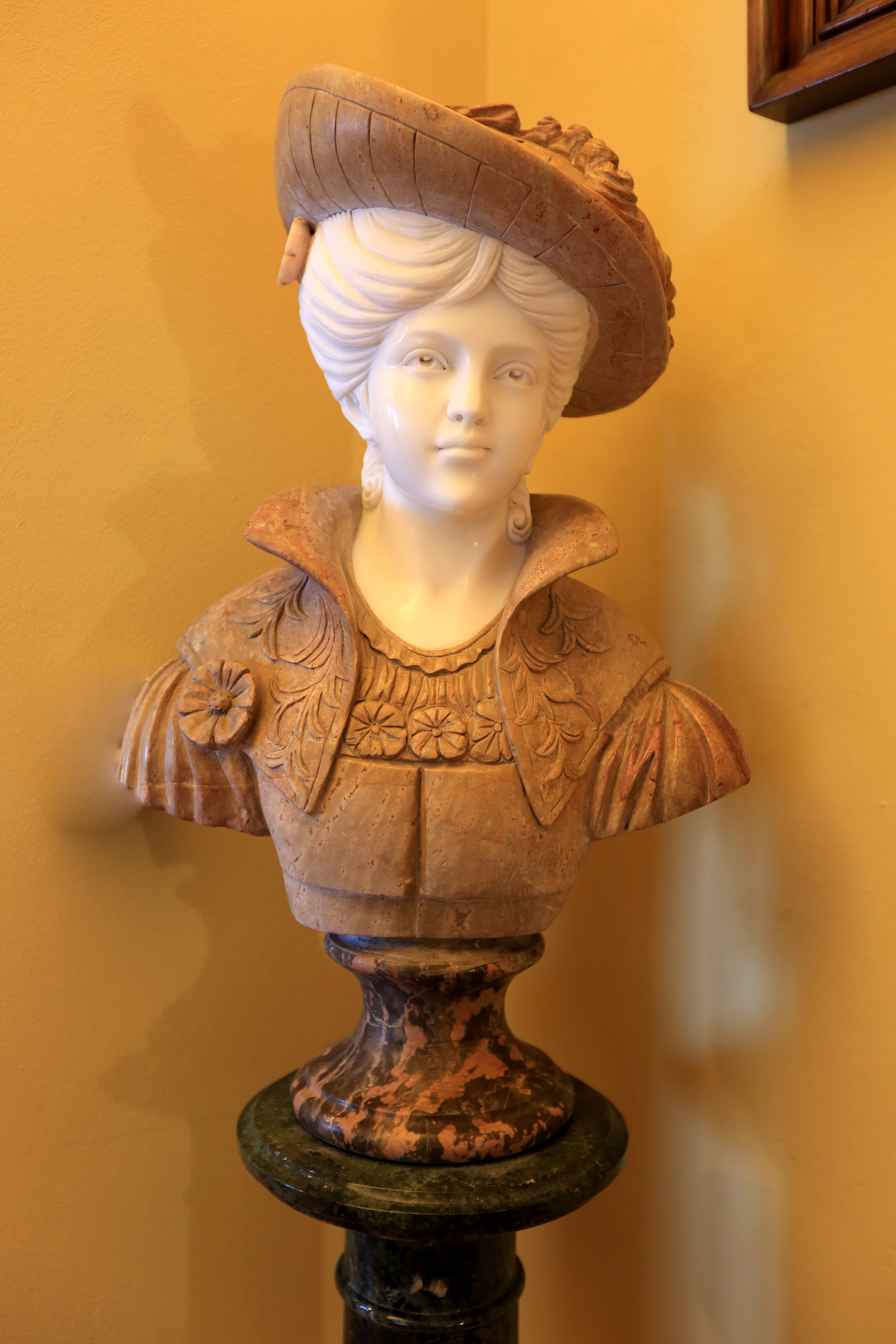
Alabasterbüste
  - Suppenterrine, Deckel mit Rosen verziert
  - Wertvolle Porzellanterrine
  - Suppenterrinen auf Steintisch
  - Alabasterbüste

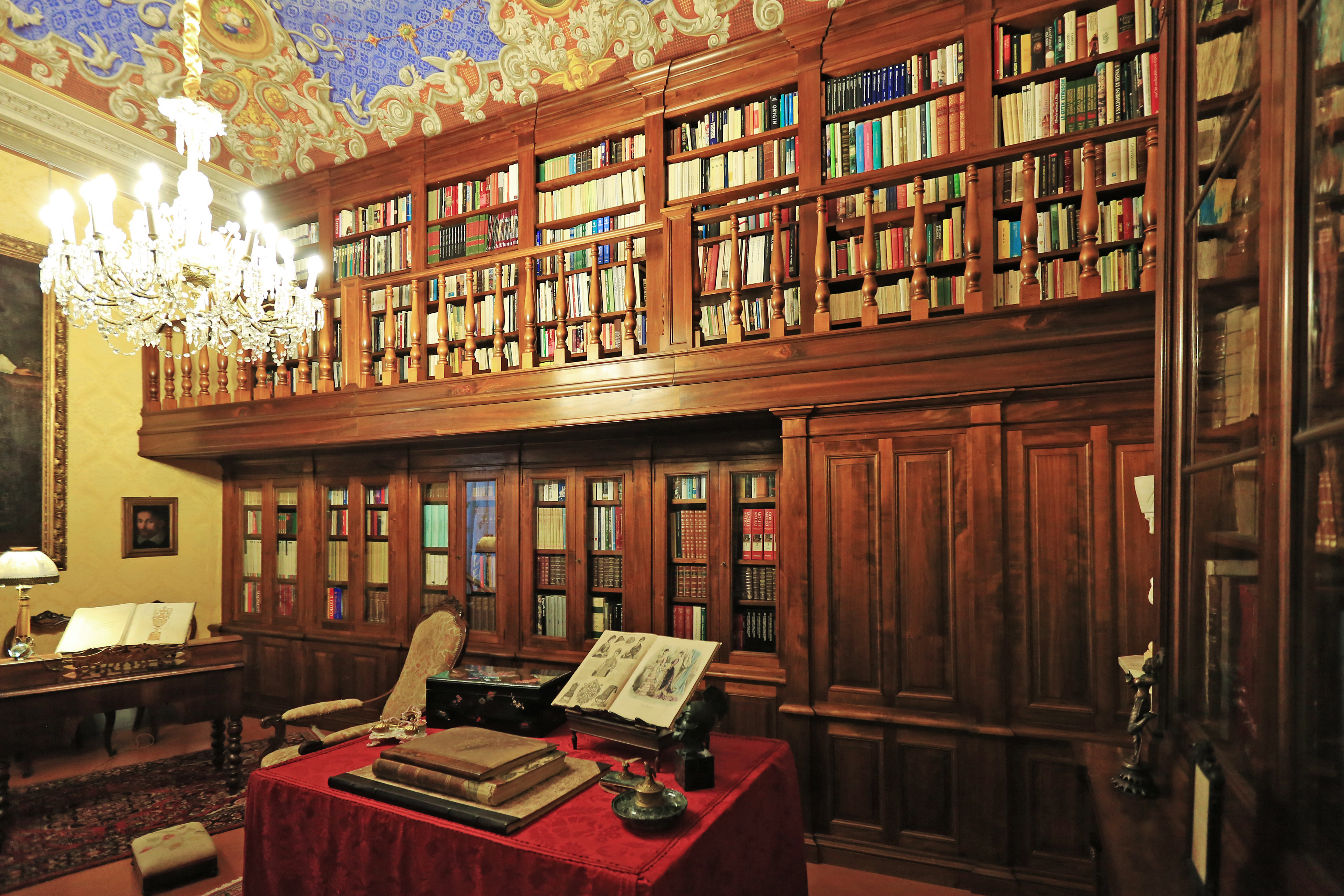
Bücherei: Sie umfasst zwei Bücherregale aus der Zeit Karl X mit vielen seltenen und wichtigen Büchern. Das große Bücherregal mit dem Umlaufbalkon stammt aus neuerer Zeit. An den Wänden hängen unter anderem ein Porträt der Gräfin Alessandra Mandelli aus dem Jahr 1676, über den beiden Türen die Porträts eines Kindes von Lucia Bassani (1896–1977)[9] und das einer Alten Dame von Ettore di Maria (1851–1938). Neben dem Fenster befindet sich ein Porträt von Caterina Picchena (1602–1654). Die Decke ist mit den Porträts der vier größten italienischen Dichter Dante, Petrarca, Ariosto und Tasso geschmückt. Auf dem Tisch in der Mitte steht ein Reiseschreibpult aus japanischem Lack und Perlmutt. Auf dem Schreibtisch steht eine Lampe aus Porzellan mit geätztem Schirm (Lithophan), eine seltene Arbeit der königlichen Porzellan-Manufaktur Berlin.  - Bücherei aus der Zeit Karl X. - Bücherei – Tisch mit japanischem Reiseschreibpult - Bücherei – Schreibtisch mit Porzellanlampe
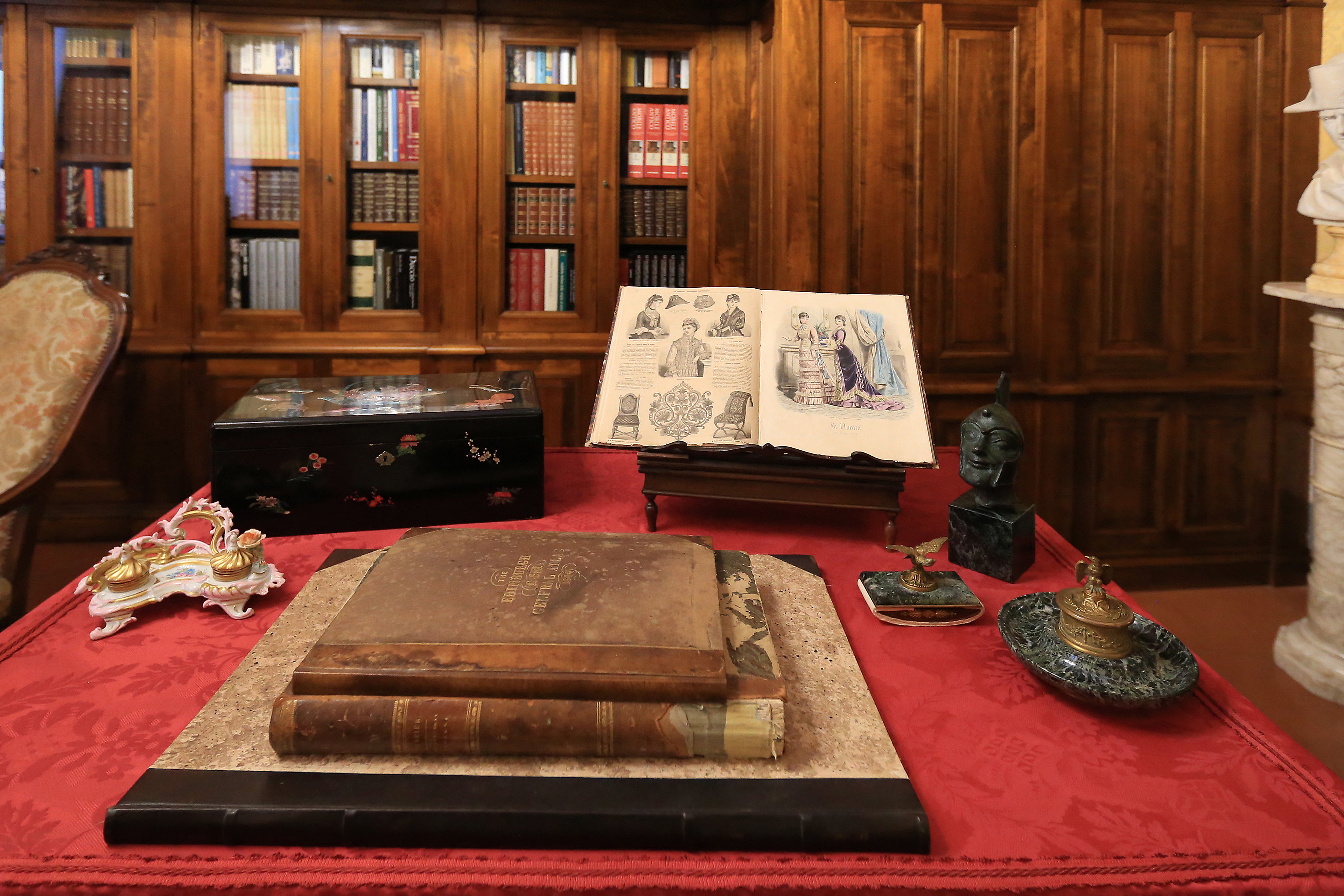
Bücherei – Tisch mit japanischem Reiseschreibpult
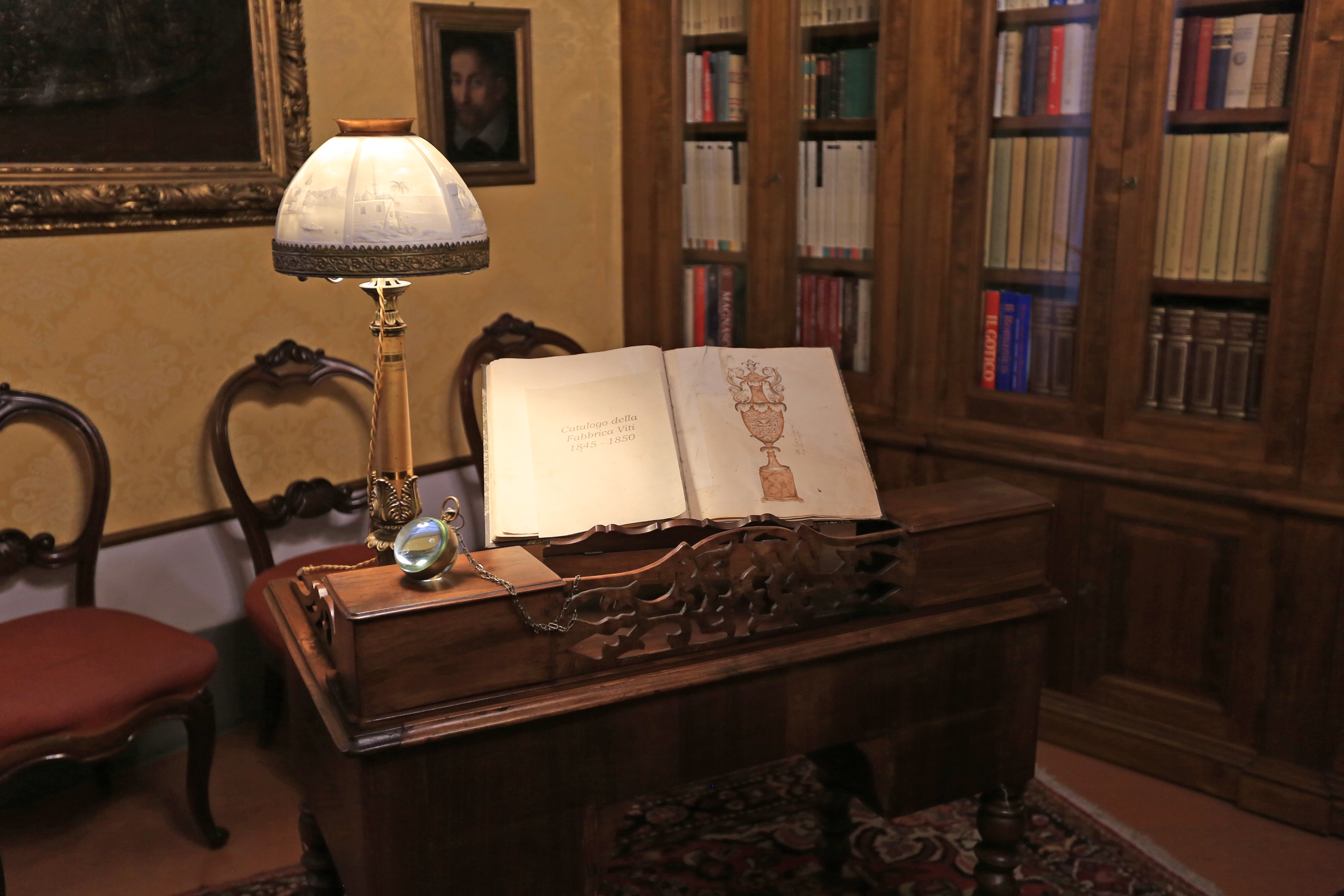
Bücherei – Schreibtisch mit Porzellanlampe
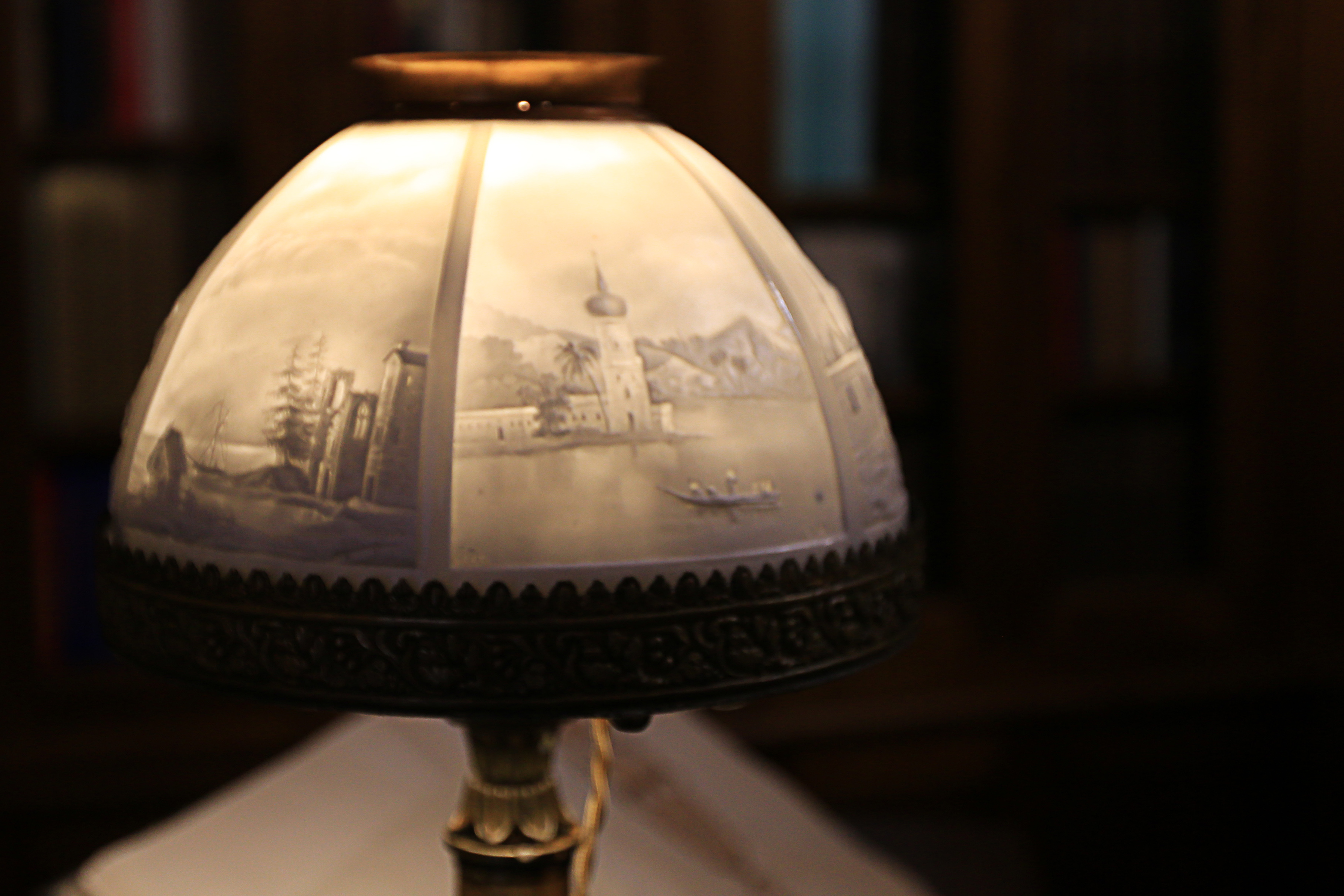
Bücherei – Lampe aus Porzellan mit geätztem Schirm (Lithophan)
  - Bücherei – Lampe aus Porzellan mit geätztem Schirm (Lithophan)

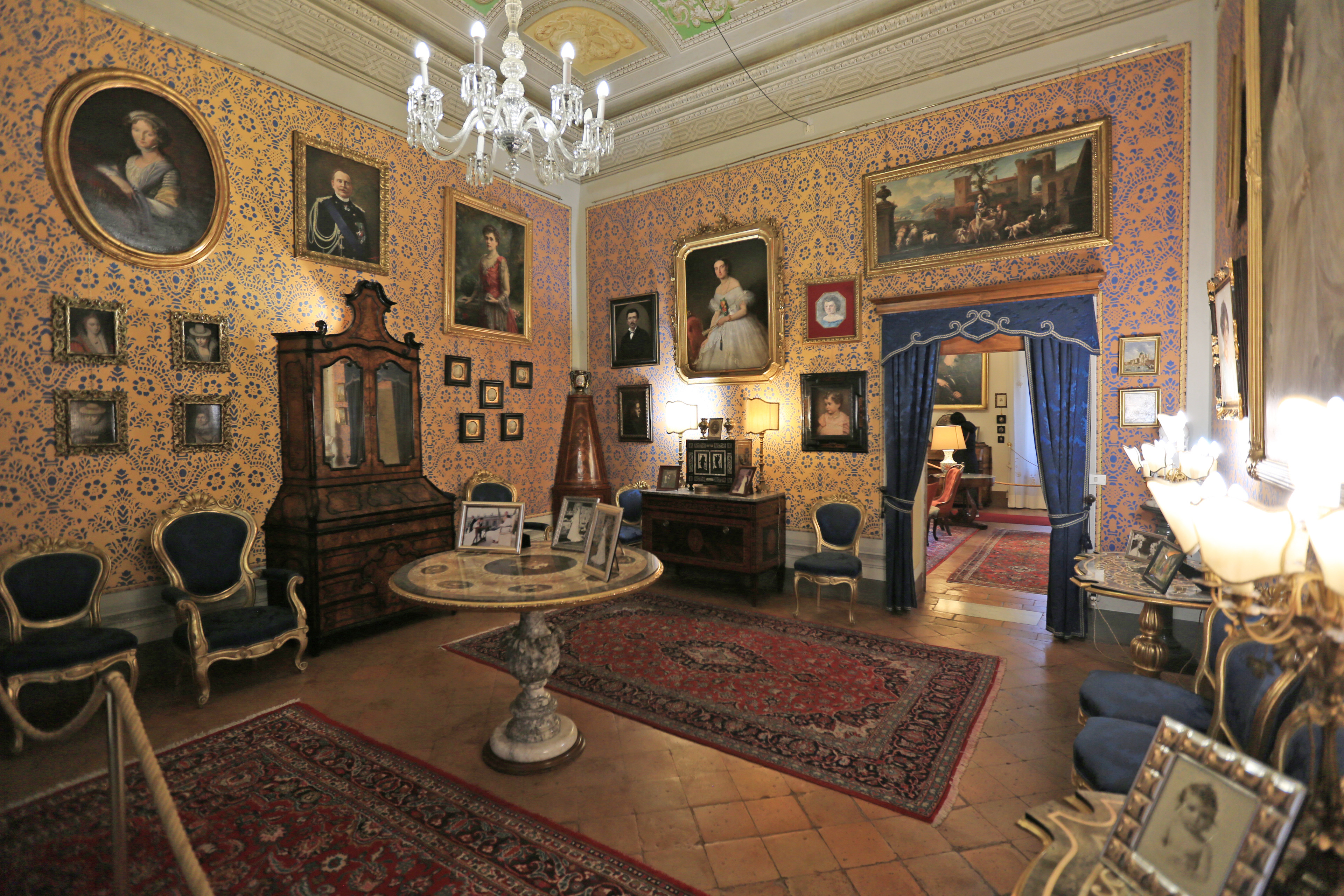
Salon des Brachettone: Im Raum stehen zwei lombardische Kommoden im Stil von Louis XVI, erschaffen von Giuseppe Maggiolini (dem berühmtesten italienischen Möbelhersteller des 18. Jahrhunderts). Weiters zwei Ebenholzschränke aus dem 17. Jahrhundert mit Elfenbeineinlagen. Dazu ein seltenes Trumeau aus Nussbaumholz mit Einlagen aus ebonisiertem[10] Birnbaumholz und ein Eckschrank, der wahrscheinlich in der Maggiolini-Werkstatt hergestellt wurde; beide Stücke sind lombardischen Ursprungs aus dem 18. Jahrhundert. Die drei gebeizten Tische mit Mosaikplatten aus gehärtetem Alabaster sind Werke der Viti-Werkstätten. An den Wänden hängen ein Porträt des römischen Kaisers Galba aus Tizians Werkstatt und ein Porträt von Leopoldina Lossetti-Mandelli, flankiert von zwei Zeichnungen – eine von Daniele Ricciarelli, „Il Brachettone“ (1509–1566). Auf der linken Seite des Trumeau befinden sich vier kleine Gemälde der flämischen Schule, die die europäische Mode und Damenfriseur im frühen 17. Jahrhundert widerspiegelt. Das Bild am Fenster stellt den heiligen Eremiten Paulus von Salvator Rosa (1615–1673) dar.  - Salon des Brachettone

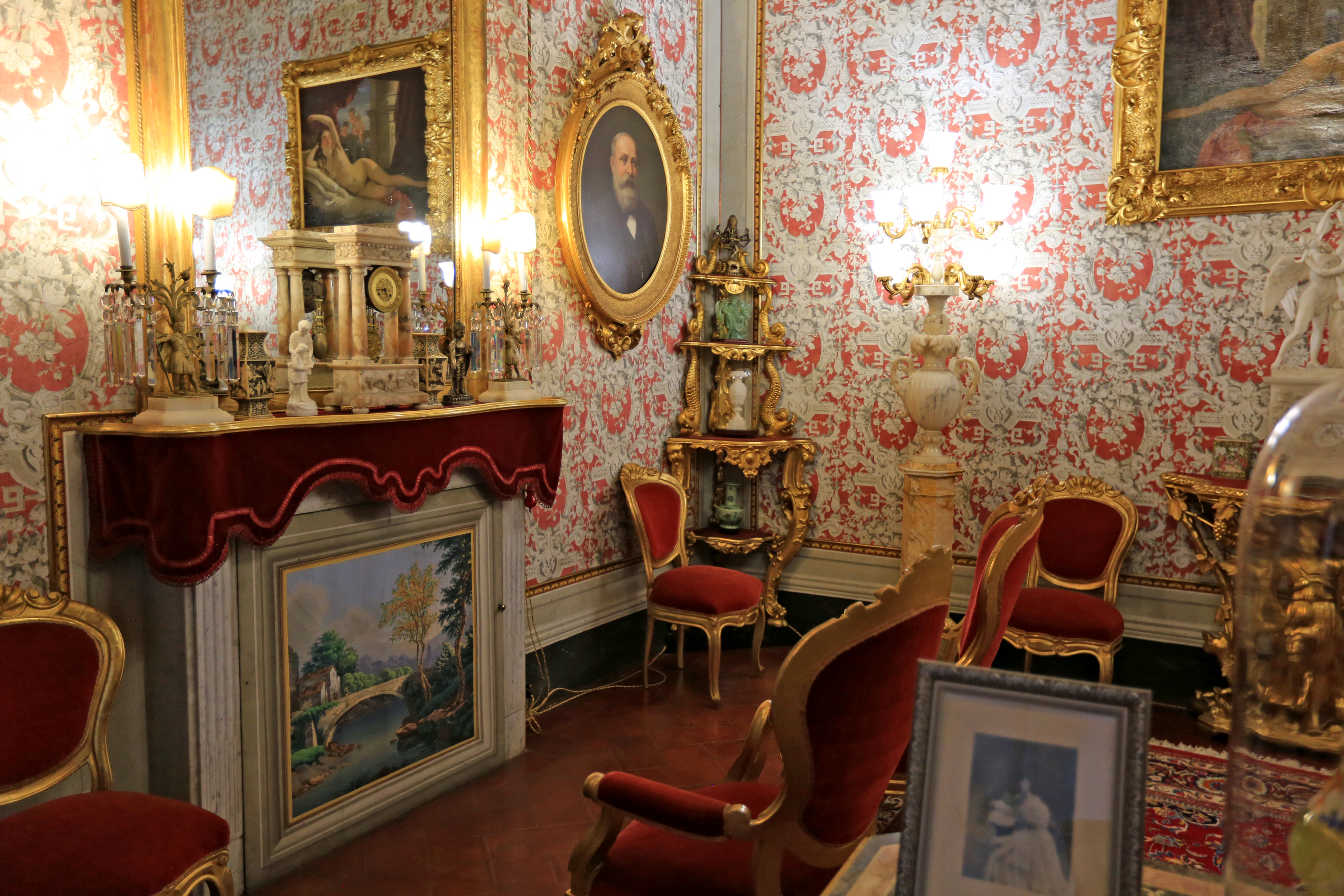
Rotes Zimmer: Dieser Raum verfügt über die reichhaltigsten Wanddekoration im Palazzo. Alle Möbel sind mit Goldfolie überzogen, mit Ausnahme des orientalischen Möbelstückes aus Reisstroh, das mit Intarsien versehen ist. An den Wänden hängen verschiedene Gemälde. Die schlafende Venus von Antonio Puccinelli (1822–1897) und vier Porträts: General Andrea de Santa Cruz, Präsident von Bolivien, gemalt von dem südamerikanischen Maler A. Salas. Eines von Giuseppe Viti selber, wie er von einem indischen Raja zum Emir von Nepal ernannt wird, und in einen Alabasterrahmen eingelegt; links Amerigo Viti, der Bruder und rechts Niccolò Viti, der Vater von Giuseppe. Seitlich des Fensters befinden sich zwei alte japanische Stoffgemälde mit Darstellungen aus der Tee- und Seidenverarbeitung.  - Rotes Zimmer
- Balkonzimmer: Der Schaukasten enthält die goldgewebte Festkleidung von Giuseppe Viti, die er anlässlich seiner Ernennung zum Wesir und Emir von Nepal getragen hat. Die Steine auf der Kopfbedeckung wurden durch Imitationen ersetzt. Gegenüber ist ein Wandrahmen mit Stickereien aus den indischen Missionen. Weiters gibt es eine reichhaltige Sammlung verschiedener Fächer. Auf dem mittleren der drei kleinen Tische sieht man eine antike arabische Wasserpfeife und einen Krummsäbel mit Jade-Handgriff, Insignien des Emirs von Nepal.

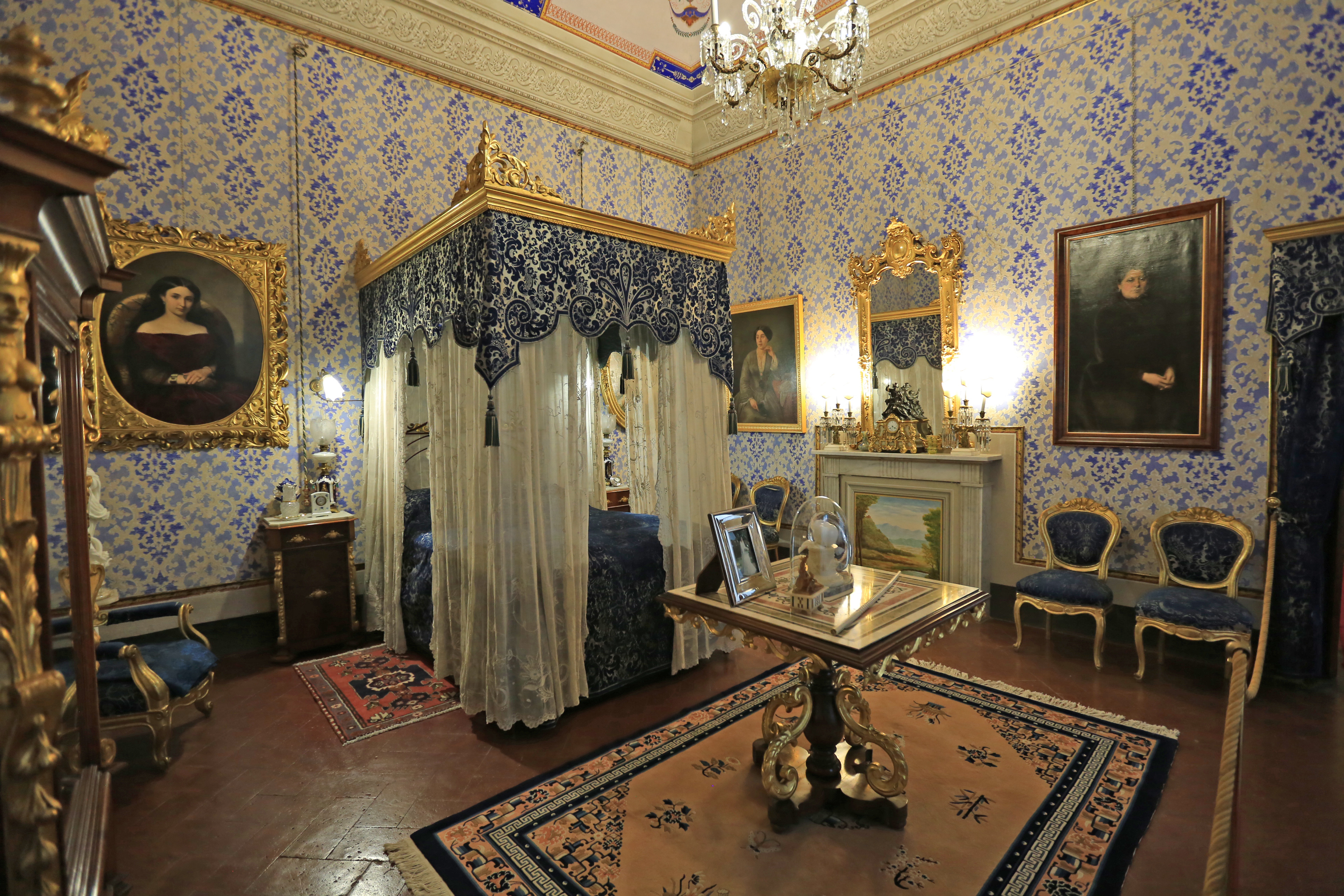
Königszimmer
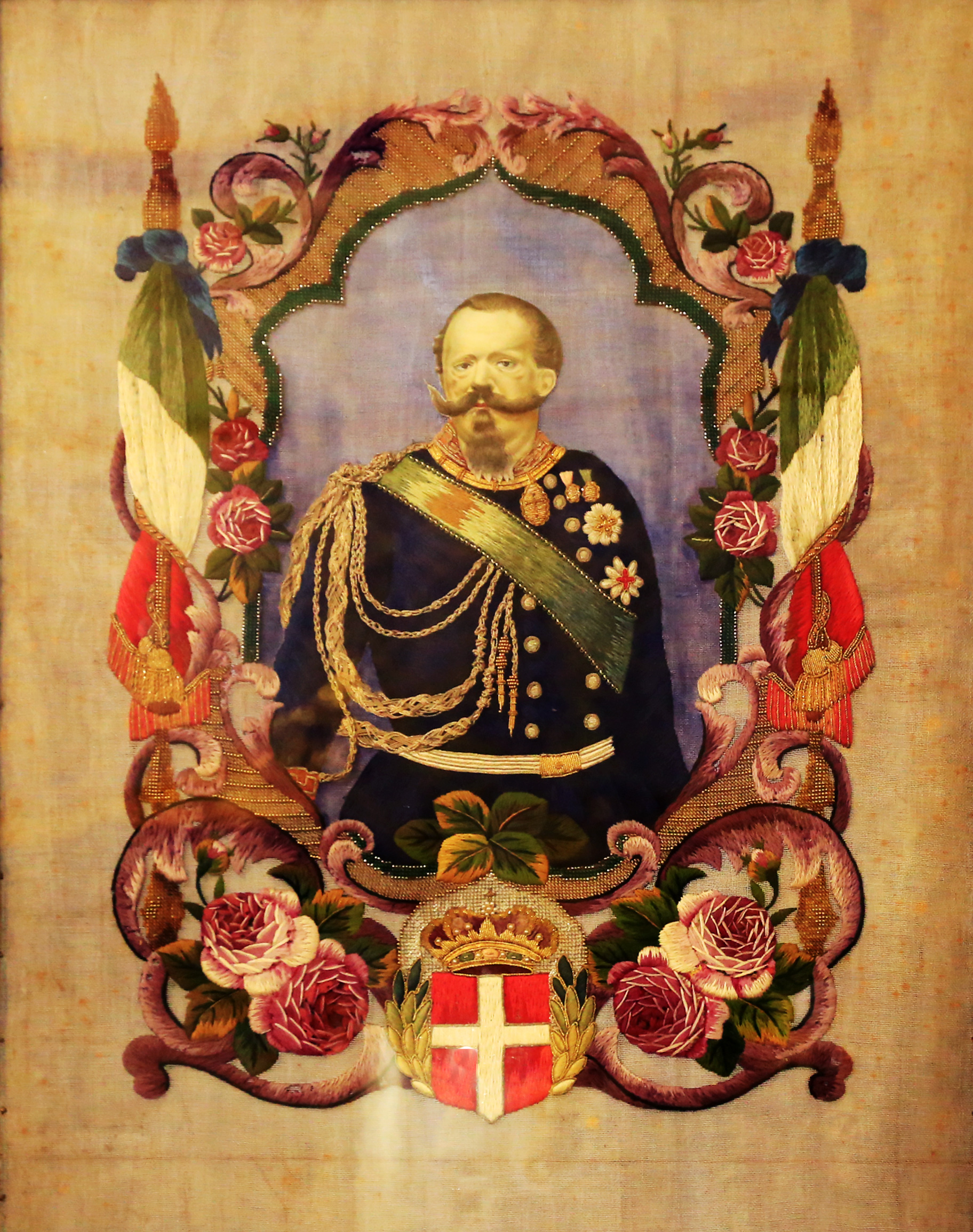
Königszimmer: Die Bett- und Zimmervorhänge sowie der Wandteppich wurden 1861 verwendet, als König Viktor Emanuel II. Volterra besuchte. In der Mitte befindet sich ein Alabastertisch; an den Wänden je ein Gemälde Jungfrau mit Kind von Lucia Anguissola (1542–1565) und Dame in Schwarz von Vittorio Corcos (1859–1933). Das Porträt des Monsignore wurde von A. Barchi (1869–1897) angefertigt. Neben dem Fenster befindet sich ein mit Zeltstichen gesticktes Porträt von Viktor Emmanuel II. und eine ebenfalls gestickte biblische Szene. Darunter befinden sich zwei lombardische Kommoden aus dem 18. Jahrhundert.  - Königszimmer
  - Gemälde von König Vittorio Emanuele II mit Stickereien

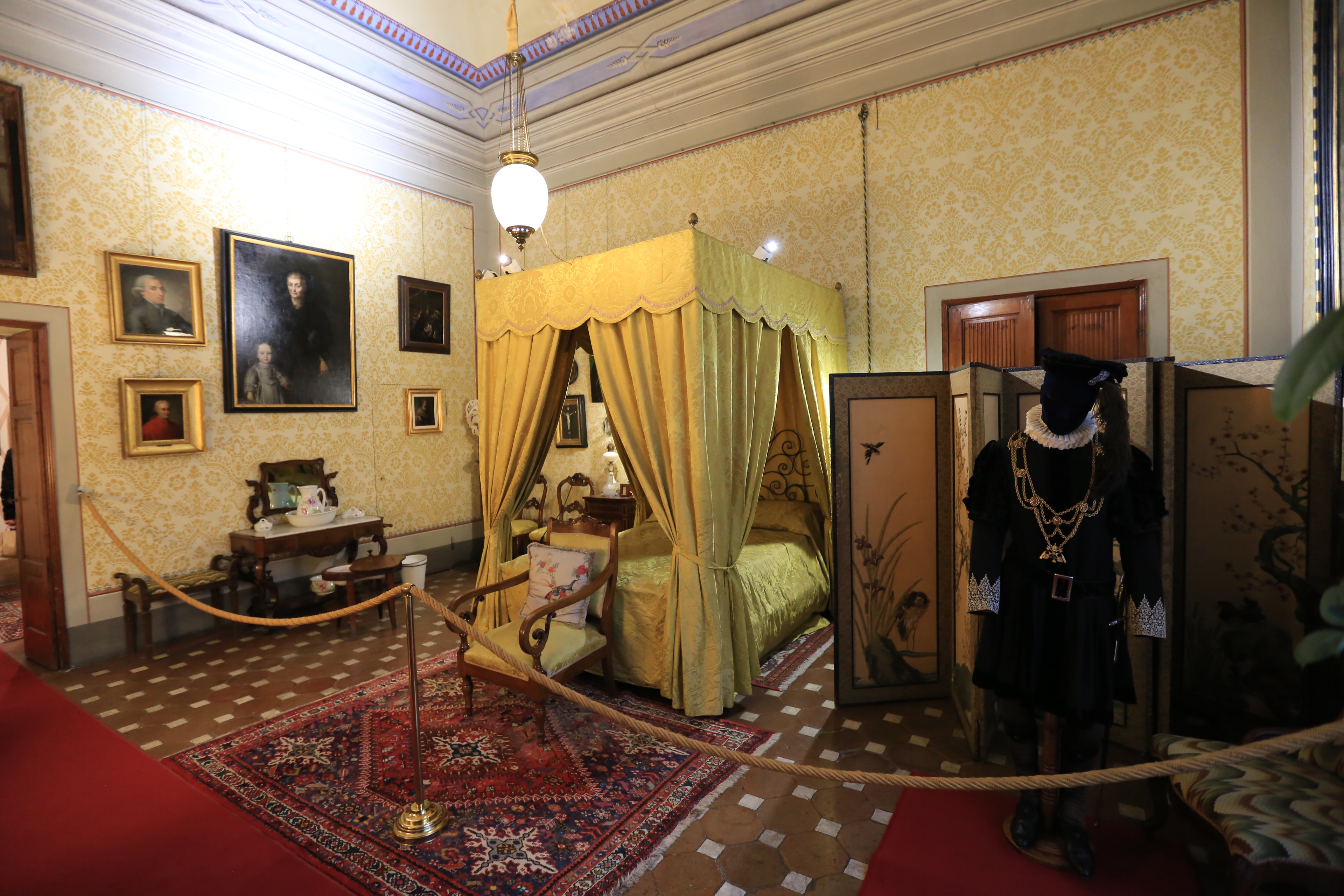
Gelbes Zimmer: Über zwei Kommoden aus dem 18. Jahrhundert, die in der Maggiolini-Werkstatt hergestellt wurden, hängt ein Porträt von Carolina Lossetti-Mandelli, das 1890 von ihrem Neffen A. Baronio geschaffen wurde. Über dem Schminktisch, auf dem altes Ginori-Porzellan steht, befindet sich ein Gemälde des Großherzogs der Toskana, Cosimo III, der ihn als Kind mit seiner Gouvernante darstellt; ein Meisterwerk von Justus Sustermans (1597–1681), einem flämischen Maler, der Mitte des 17. Jahrhunderts in Florenz arbeitete. Neben dem Bett befindet sich Reliquien verschiedener Heiliger, darunter die des heiligen Karl Borromäus, Erzbischof von Mailand. Weiters ein Elfenbeinkruzifix, eine Madonna namens Della Penera, ein Temperabild eines pisanischen Malers aus dem frühen 15. Jahrhundert, und zwei toskanische Nachttische aus dem 18. Jahrhundert, die in Nachtstühle umgewandelt werden konnten.  Am Fenster über dem Betstuhl befindet sich ein großes Gemälde aus dem 17. Jahrhundert, das den Tod des heiligen Franziskus von Giovanni Martinelli (1600–1659), einem toskanischen Maler des 17. Jahrhunderts, darstellt. Weiters sieht man die Uniform des Marquese Matteucci Ramirez di Montalvo. Er war der Geheimkämmerer[11] des Papstes.  - Gelbes Zimmer
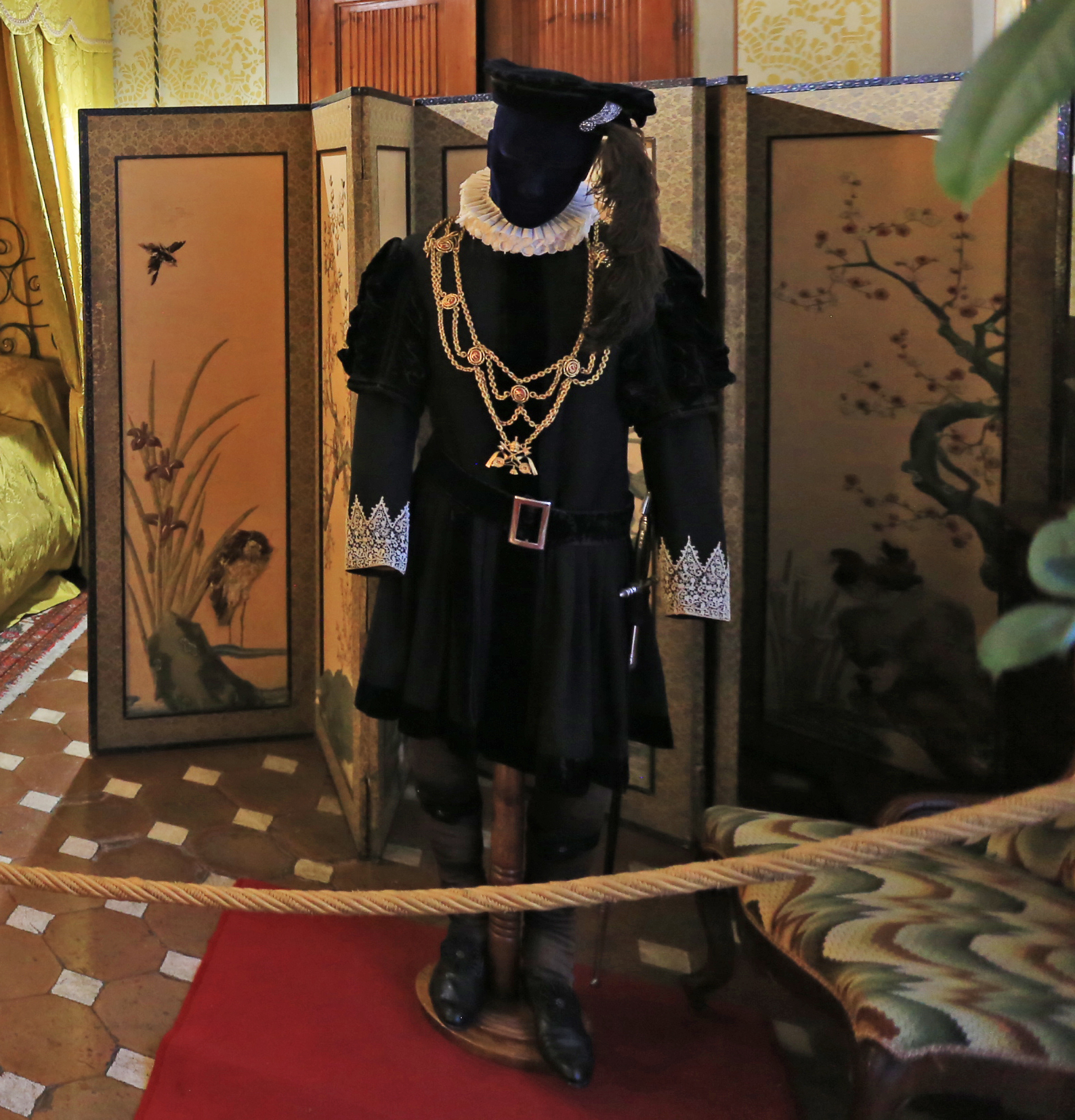
Uniform des Geheimkämmerers
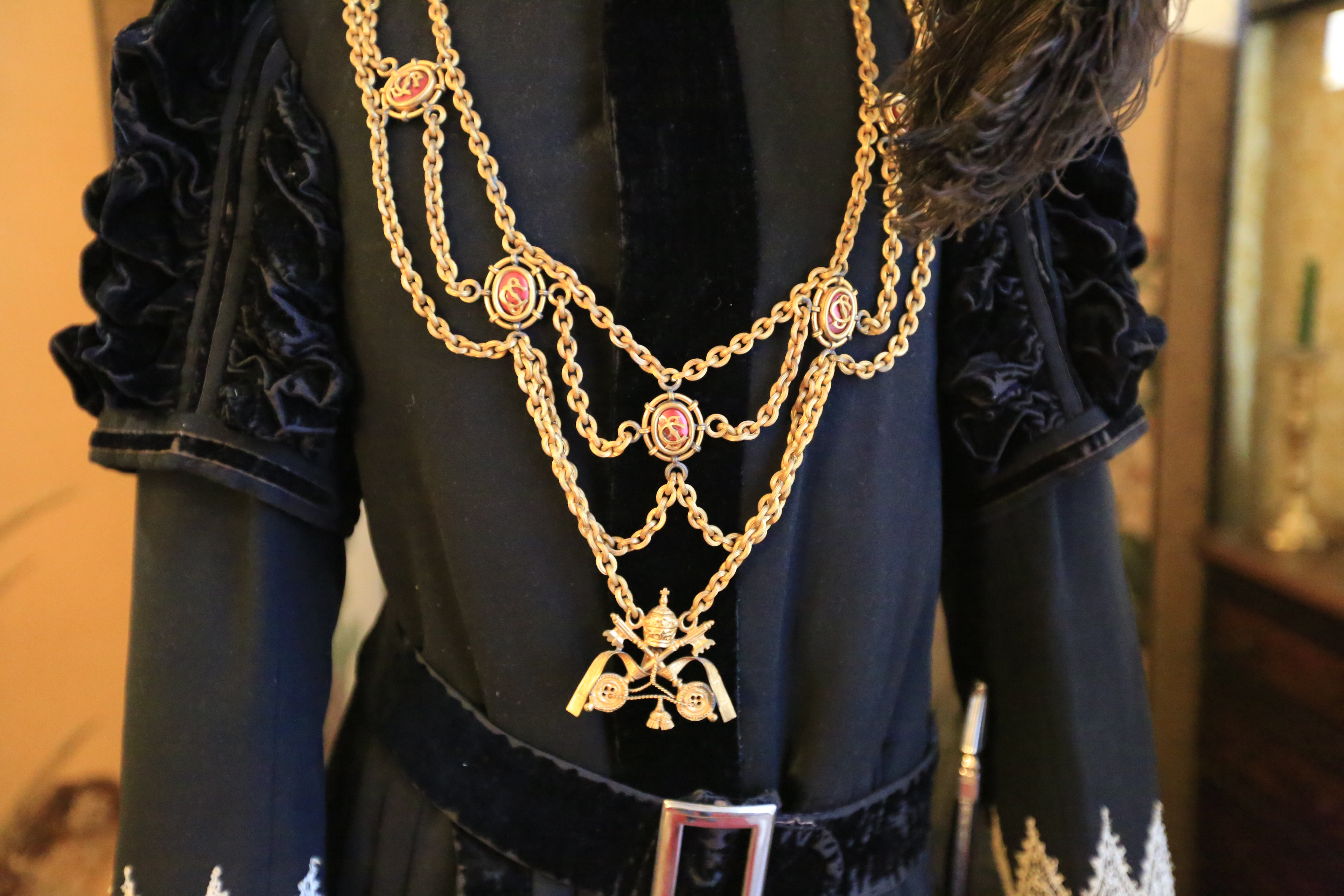
Uniform des Geheimkämmerers – Detail
  - Uniform des Geheimkämmerers
  - Uniform des Geheimkämmerers – Detail
- Ankleidezimmer: Es enthält Kleiderschränke aus dem 19. Jahrhundert, die an den Fronten mit heraldischen Mustern und dem Familienwappen versehen sind. Die Wappen haben keine Krone, da die Familie Viti aufgrund ihrer republikanischen Überzeugung nie einen Adelstitel annahm. In der Mitte befindet sich ein Tisch aus gehärtetem Alabaster.

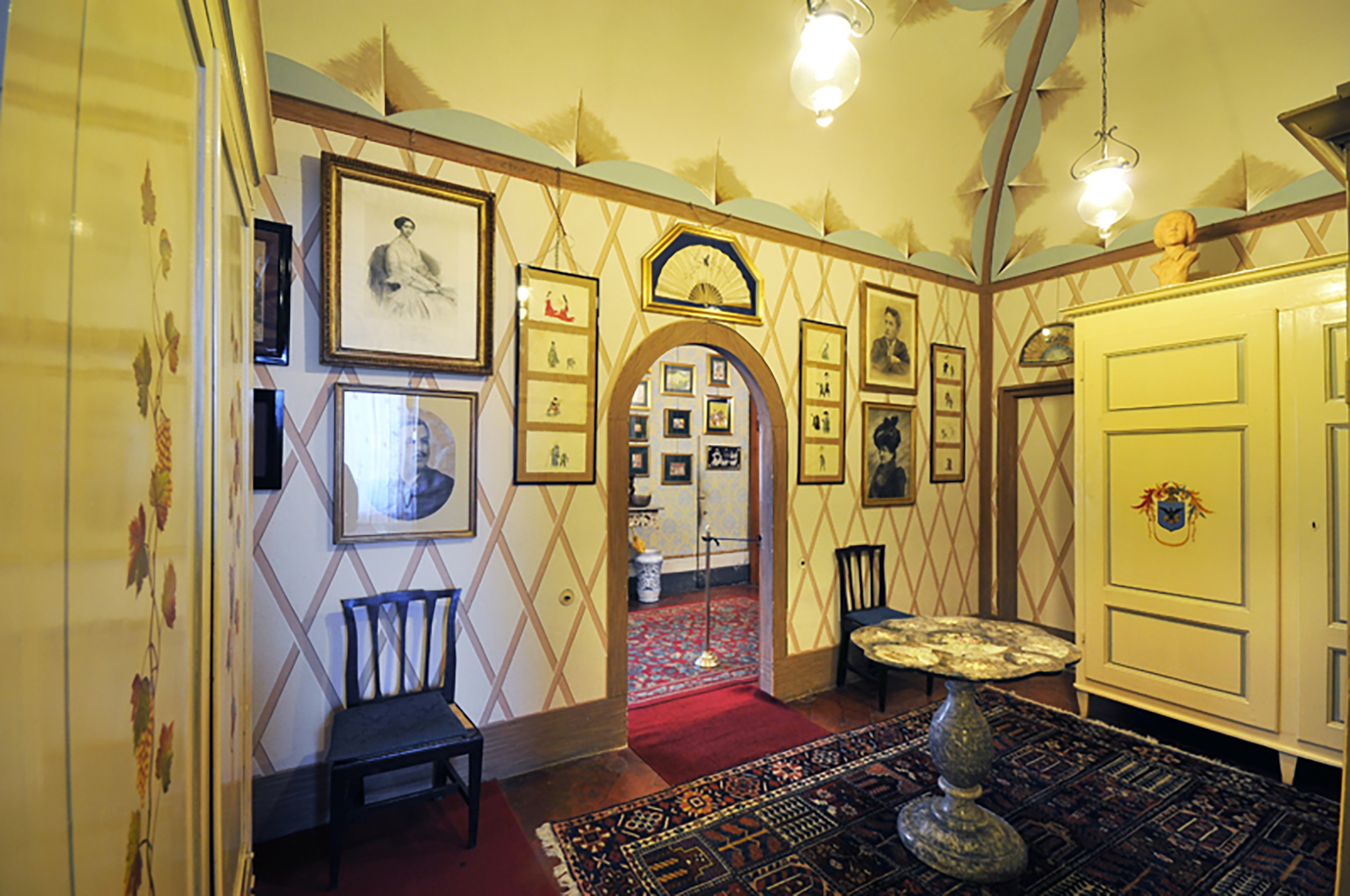
Ankleidezimmer

## Öffnungszeiten
Geöffnet vom 1. April bis einschließlich 1. November:
- Montag bis Freitag 10.30–17.00 Uhr
- Samstag, Sonntag und Feiertage 10.00–17.30 Uhr
- Im Mai jeder Dienstag geschlossen.

## Giuseppe Viti
Giuseppe Viti (* 1816; † 1860) war im 19. Jahrhundert eine der wichtigsten Persönlichkeiten Volterras. Er war Mitglied einer speziellen Bewegung in Italien, die von Historikern als „Reisende des Alabasters“ bezeichnet wurde, und die maßgeblich an der wirtschaftlichen Entwicklung Volterras beteiligt war.
Bereits seine elterliche Familie befasste sich mit dem Bearbeiten von Alabaster und gelangte dadurch zu erheblichen Wohlstand. Sein Abenteuergeist führte ihn in zahlreiche Länder. Zunächst nach Amerika, wo er ein wirtschaftliches Debakel erlebte. Später konnte er in Rio de Janeiro ein erfolgreiches Handelsunternehmen aufbauen. Seine letzte und erfolgreichste Reise führte ihn nach Lucknow, der Hauptstadt des Bundesstaates Uttar Pradesh in Indien. Dort freundete er sich mit dem Nawab (Statthalter) Wajid Ali Shah an, der ihm zuerst seinen gesamten Alabaster-Vorrat abkaufte und ihn später zum Emir von Nepal ernannte.
Er kehrte 1848 als reicher Mann nach Volterra zurück.